# Liste der Biografien/Bax–Baz
Liste der Biografien |
Portal Biografien |
Personensuche
# |
A |
B |
C |
D |
E |
F |
G |
H |
I |
J |
K |
L |
M |
N |
O |
P |
Q |
R |
S |
T |
U |
V |
W |
X |
Y |
Z |
?
 
Ba |
Be |
Bd |
Bg |
Bh |
Bi |
Bj |
Bl |
Bm |
Bn |
Bo |
Br |
Bs |
Bu |
Bw |
By |
Bz
 
Baa |
Bab |
Bac |
Bad |
Bae |
Baf |
Bag |
Bah |
Bai |
Baj |
Bak |
Bal |
Bam |
Ban |
Bao |
Bap |
Baq |
Bar |
Bas |
Bat |
Bau |
Bav |
Baw |
Bax–Baz
Die Liste der Biografien führt alle Personen auf, die in der deutschsprachigen Wikipedia einen Artikel haben. Dieses ist eine Teilliste mit 833 Einträgen von Personen, deren Namen mit den Buchstaben „Bax“ – „Baz“ beginnt.

## Bax–Baz

### Bax
- Bax, Adriaan (* 1956), niederländisch-US-amerikanischer Chemiker
- Bax, Arnold (1883–1953), englischer Komponist
- Bax, Chloé (* 2001), mauritische Handball- und Rugbyspielerin
- Bax, Daniel (* 1970), deutsch-niederländischer Journalist und AutorDaniel Bax (* 1970)

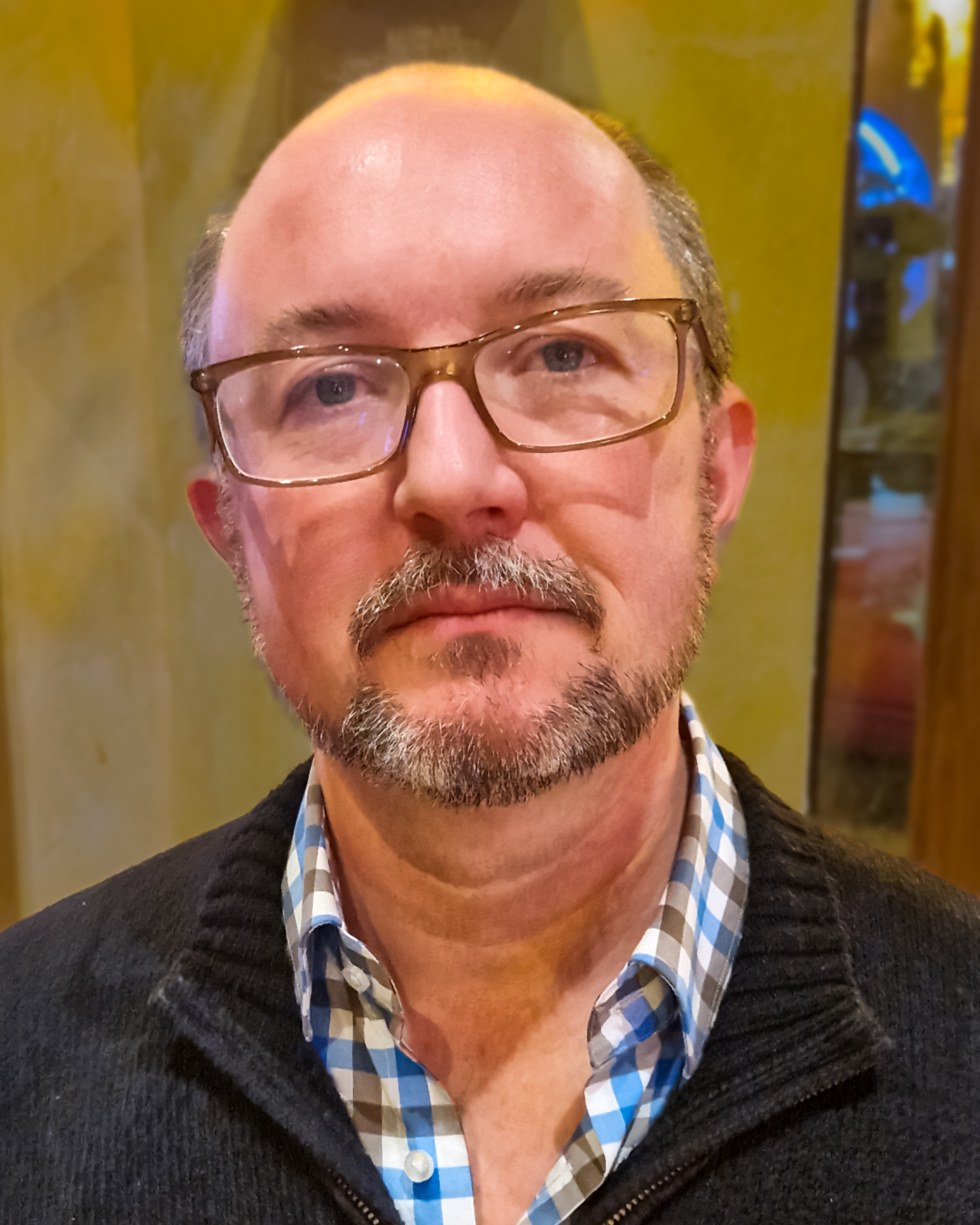
Daniel Bax (* 1970)

- Bax, Elisabeth Hendrina (1831–1917), niederländische Stifterin
- Bax, Ernest Belfort (1854–1926), britischer sozialistischer Journalist
- Bax, Florent (* 1999), französischer Tennisspieler
- Bax, Mart (* 1937), niederländischer Anthropologe, Professor der politischen Anthropologie
- Bax, Rudolf (1906–1986), deutscher Maler
- Bax, Sjoerd (* 1996), niederländischer Radrennfahrer
- Bax, Toos (* 1947), niederländische Hockeyspielerin
- Baxa, Jakob (1895–1979), österreichischer Soziologe, Kulturhistoriker, Literaturhistoriker und Dichter
- Baxa, Karel (1863–1938), böhmisch-tschechischer Politiker, erster Oberbürgermeister Prags
- Baxa, Otto (1898–1982), österreichischer Schriftsteller
- Baxandall, Lee (1935–2008), US-amerikanischer Schriftsteller, Übersetzer und Aktivist der amerikanischen Nudismusbewegung
- Baxandall, Michael (1933–2008), britischer Kunsthistoriker und Hochschullehrer
- Baxandall, Rosalyn (1939–2015), US-amerikanische Aktivistin und Historikerin der Frauenbewegung
- Baxant, Jan (* 1948), tschechischer Geistlicher und emeritierter römisch-katholischer Bischof von Leitmeritz
- Baxant, Petr (* 1977), österreichischer Politiker (SPÖ), Landtagsabgeordneter
- Baxendale, Ciara (* 1995), britische Schauspielerin
- Baxendale, Helen (* 1970), britische SchauspielerinHelen Baxendale (* 1970)

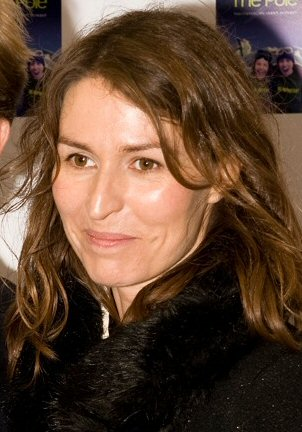
Helen Baxendale (* 1970)

- Baxendell, Joseph (1815–1887), britischer Astronom und Meteorologe
- Baxendell, Joseph (1869–1940), britischer Meteorologe
- Baxevanos, Chariklia (* 1936), Schweizer Schauspielerin, Synchronsprecherin
- Baxışova, Arəstə (1989–2020), aserbaidschanische Militärsanitäterin und Feldwebel
- Baxley, Barbara (1923–1990), US-amerikanische Schauspielerin
- Baxley, Bill (* 1941), US-amerikanischer Jurist und Politiker
- Baxley, Craig R. (* 1949), US-amerikanischer Regisseur
- Baxley, Lucy (1937–2016), US-amerikanische Politikerin
- Baxmann, Albert (1848–1907), deutscher Theaterschauspieler
- Baxmann, Alfred (* 1949), deutscher Politiker (SPD), Bürgermeister von Burgdorf
- Baxmann, Hein († 1647), deutscher Holzbildhauer
- Baxmann, Inge (* 1954), deutsche Theaterwissenschaftlerin
- Baxmann, Jens (* 1985), deutscher Eishockeyspieler und -funktionärJens Baxmann (* 1985)

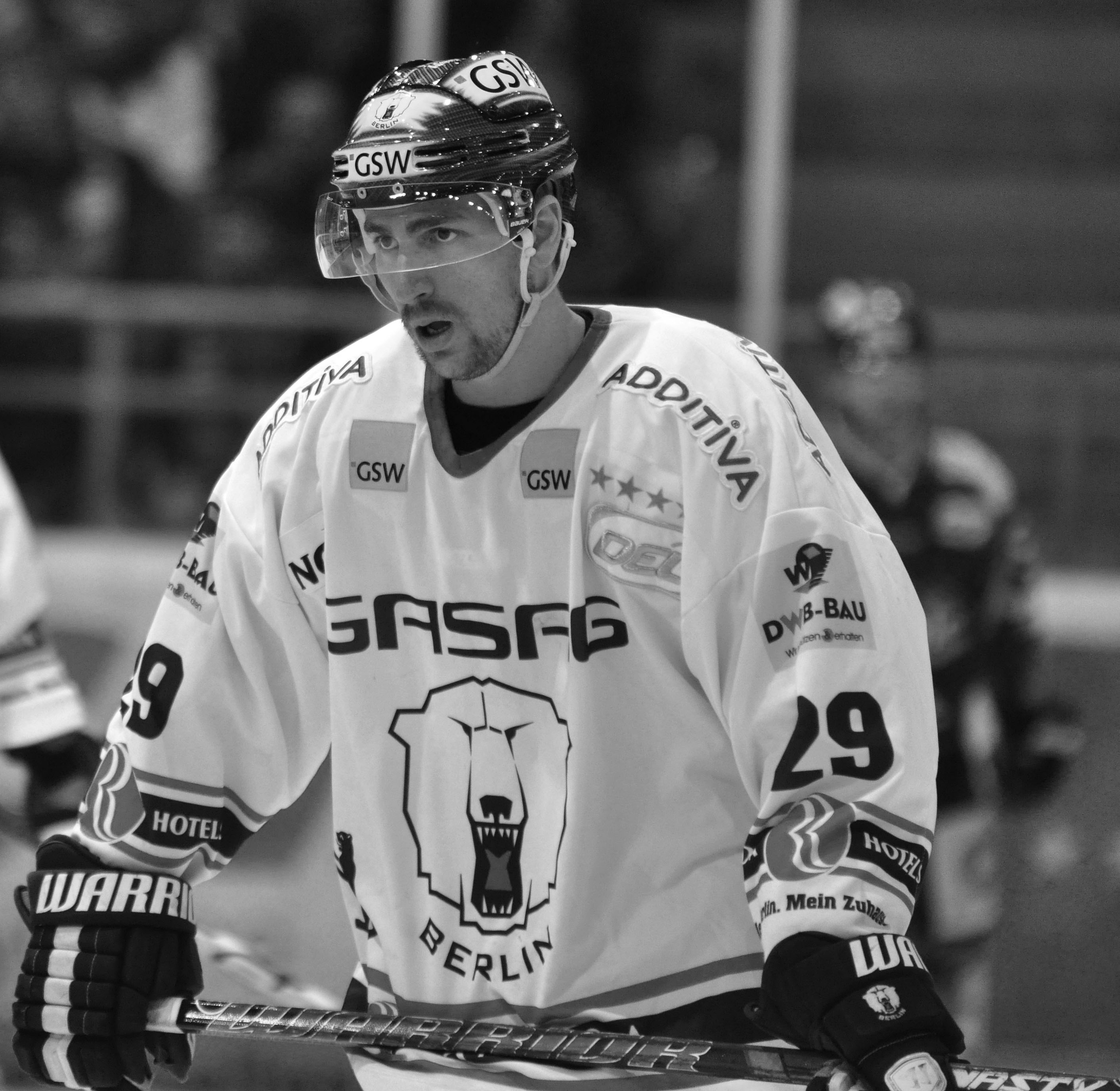
Jens Baxmann (* 1985)

- Baxmann, Matthias (* 1957), deutscher Hörspiel- und Featureautor
- Baxmann, Rudolf (1832–1869), deutscher evangelischer Theologe
- Baxmeier, Inken (* 1988), deutsche Synchronsprecherin und Juristin
- Baxmeyer, Florian (* 1974), deutscher Filmregisseur
- Baxpöhler, Noah (* 1993), deutscher Volleyballspieler
- Baxşəliyev, Vali (* 1955), aserbaidschanischer Archäologe, Prähistoriker und Hochschullehrer
- Baxşıyev, Əlövsət (* 1956), aserbaidschanischer Politiker, Premierminister der Autonomen Republik Nachitschewan
- Baxt, David, US-amerikanischer Schauspieler
- Baxt, George (1923–2003), US-amerikanischer Kriminalschriftsteller
- Baxte, Michael (1890–1972), amerikanischer Maler in Mexiko
- Baxter, Agnes Sime (1870–1917), kanadische Mathematikerin
- Baxter, Alain (* 1973), britischer Skirennläufer
- Baxter, Alan (1908–1976), US-amerikanischer Schauspieler
- Baxter, Anne (1923–1985), US-amerikanische SchauspielerinAnne Baxter (1923–1985)

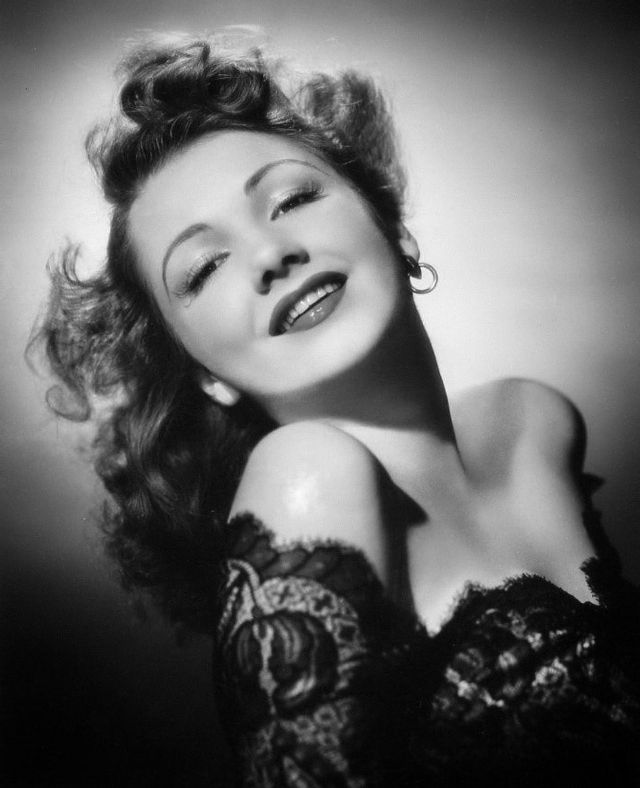
Anne Baxter (1923–1985)

- Baxter, Annette Kar (1926–1983), US-amerikanische Historikerin
- Baxter, Billy (1924–2002), schottischer Fußballspieler und -trainer
- Baxter, Billy (1939–2009), schottischer Fußballspieler und -trainer
- Baxter, Billy (* 1940), US-amerikanischer Pokerspieler
- Baxter, Blake (* 1963), US-amerikanischer Techno-DJ und -Produzent
- Baxter, Brittany (* 1985), kanadische Fußballspielerin
- Baxter, Bucky (1955–2020), US-amerikanischer Multiinstrumentalist
- Baxter, Carl (* 1985), englischer Badmintonspieler kanadischer Herkunft
- Baxter, Cedric (1930–2024), australischer Maler und Grafiker
- Baxter, Dale (* 1961), kanadischer Fußballspieler
- Baxter, Elisha (1827–1899), US-amerikanischer Jurist und Politiker
- Baxter, Ern (1914–1993), kanadischer Geistlicher der Pfingstbewegung
- Baxter, George W. (1855–1929), US-amerikanischer Politiker
- Baxter, Glen (1930–1983), US-amerikanischer Mathematiker
- Baxter, Glen (* 1944), britischer Cartoonist
- Baxter, Gregg, Tontechniker
- Baxter, Gregory (* 1989), kanadischer Skispringer
- Baxter, Gregory P. (1876–1953), US-amerikanischer Chemiker
- Baxter, Irving (1876–1957), US-amerikanischer Leichtathlet
- Baxter, James (1870–1940), britischer Segler
- Baxter, James K. (1926–1972), neuseeländischer Dichter
- Baxter, Jane (1909–1996), britische Schauspielerin
- Baxter, Jayne (* 1955), schottische Politikerin
- Baxter, Jeff (* 1948), US-amerikanischer RockgitarristJeff Baxter (* 1948)

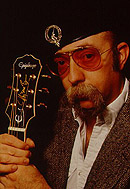
Jeff Baxter (* 1948)

- Baxter, Jim (1939–2001), schottischer Fußballspieler
- Baxter, John (1896–1975), britischer Filmregisseur und -produzent
- Baxter, Jose (* 1992), englischer Fußballspieler
- Baxter, Keith (1971–2008), britischer Rockmusiker
- Baxter, Kirk (* 1972), australischer Filmeditor
- Baxter, Lee (* 1970), englischer Popsänger und SchauspielerLee Baxter (* 1970)

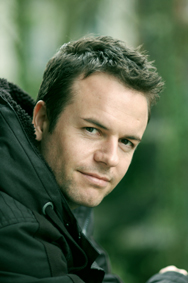
Lee Baxter (* 1970)

- Baxter, Lee (* 1976), schwedischer Fußballtorhüter
- Baxter, Les (1922–1996), US-amerikanischer Orchesterleiter und Arrangeur
- Baxter, Lonny (* 1979), US-amerikanischer Basketballspieler
- Baxter, Lynsey (* 1959), britische Schauspielerin
- Baxter, Meredith (* 1947), US-amerikanische Schauspielerin
- Baxter, Nathaniel junior (1844–1913), US-amerikanischer Politiker
- Baxter, Noel (* 1981), britischer Skirennläufer
- Baxter, Patrick F. (1891–1959), irischer Politiker
- Baxter, Percival Proctor (1876–1969), US-amerikanischer Politiker, Gouverneur von Maine
- Baxter, Portus (1806–1868), US-amerikanischer Politiker
- Baxter, Rachel (* 1999), US-amerikanische Stabhochspringerin
- Baxter, Raymond (1922–2006), britischer Fernsehmoderator und Autor
- Baxter, Richard (1615–1691), englischer puritanischer Pfarrer und Erbauungsschriftsteller
- Baxter, Richard Reeve (1921–1980), amerikanischer Jurist und Richter am Internationalen Gerichtshof
- Baxter, Rill (* 1962), US-amerikanischer Tennisspieler
- Baxter, Robert Dudley (1827–1875), englischer Nationalökonom
- Baxter, Rodney (1940–2025), australischer mathematischer Physiker
- Baxter, Ronnie (* 1961), englischer Dartspieler
- Baxter, Stanley (* 1926), britischer Schauspieler und Imitator
- Baxter, Stephen (* 1957), britischer Autor
- Baxter, Stuart (* 1953), britischer Fußballspieler und -trainer
- Baxter, Virginia (1932–2014), US-amerikanische Eiskunstläuferin
- Baxter, Warner (1889–1951), US-amerikanischer Schauspieler
- Baxter, William H. (* 1949), US-amerikanischer Sprachwissenschaftler
- Baxtresser, Jeanne (* 1947), US-amerikanische Flötistin, Aufnahmekünstlerin, Autorin und Dozentin
- Baxxter, H. P. (* 1964), deutscher MC, Sänger elektronischer Tanzmusik und MusikproduzentH. P. Baxxter (* 1964)

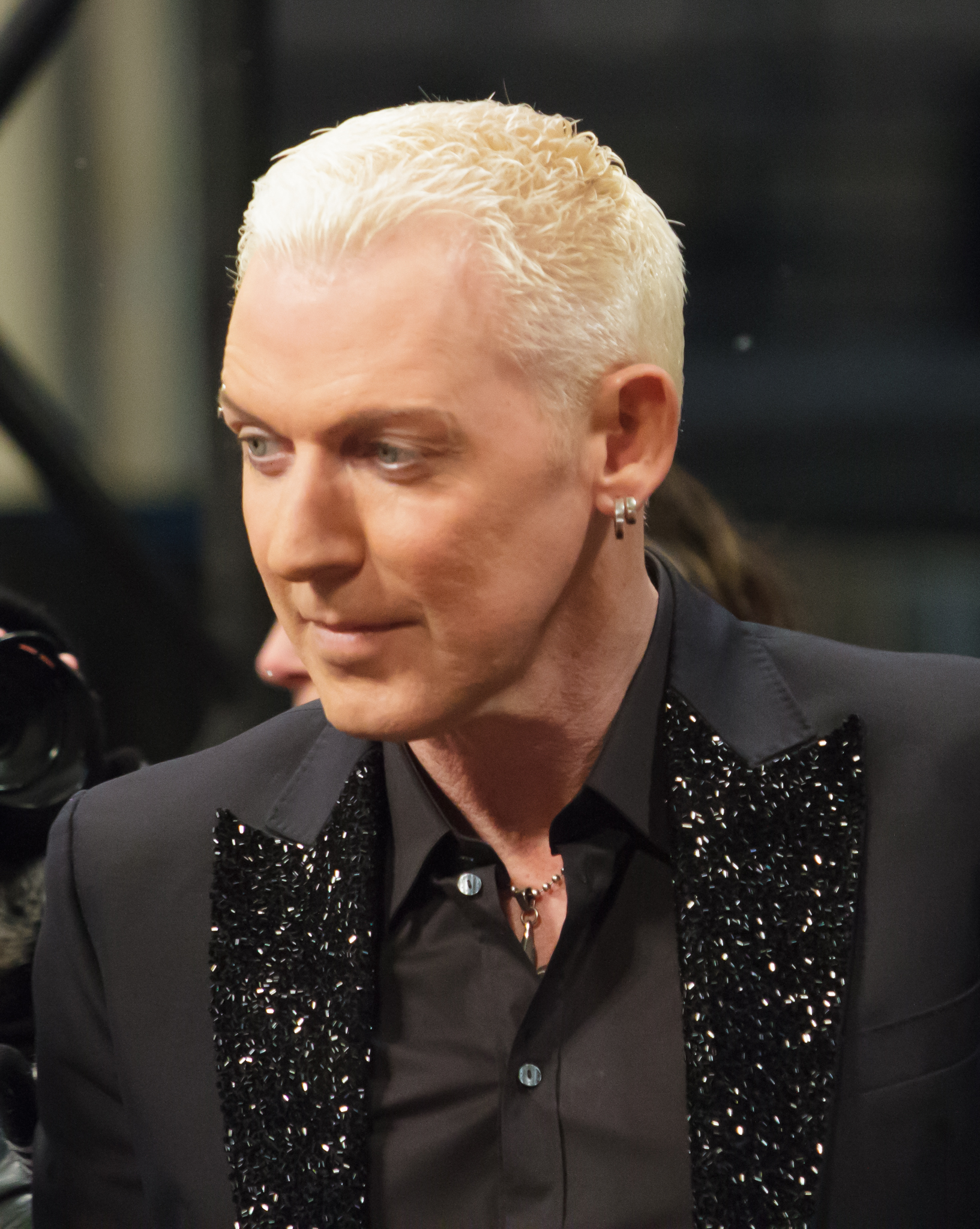
H. P. Baxxter (* 1964)

### Bay
- Bay, Schatzmeister unter Siptah
- Bay, Béla (1907–1999), ungarischer Degen- und Florettfechter
- Bay, Billy (* 1945), US-amerikanischer Jazz-Gitarrist, Autor und Verleger
- Bay, Cameron (* 1984), US-amerikanische Pornodarstellerin
- Bay, Carl (1927–2014), deutscher Opernsänger (Bariton) und Schauspieler
- Bay, Carl, fidschianischer Schwimmer
- Bay, Carlo Antonio, italienisch-polnischer Architekt
- Bay, Caroline Adam (* 1994), deutsche Theater- und Filmschauspielerin
- Bay, David Ludwig (1749–1832), Schweizer Politiker zur Zeit der Helvetik
- Bay, Eberhard (1908–1989), deutscher Neurologe und Hochschullehrer
- Bay, Edvard (1867–1932), dänischer Zoologe und Geologe
- Bay, Elsie (* 1996), norwegische Sängerin und Songwriterin
- Bay, Eva (* 1983), deutsche SchauspielerinEva Bay (* 1983)

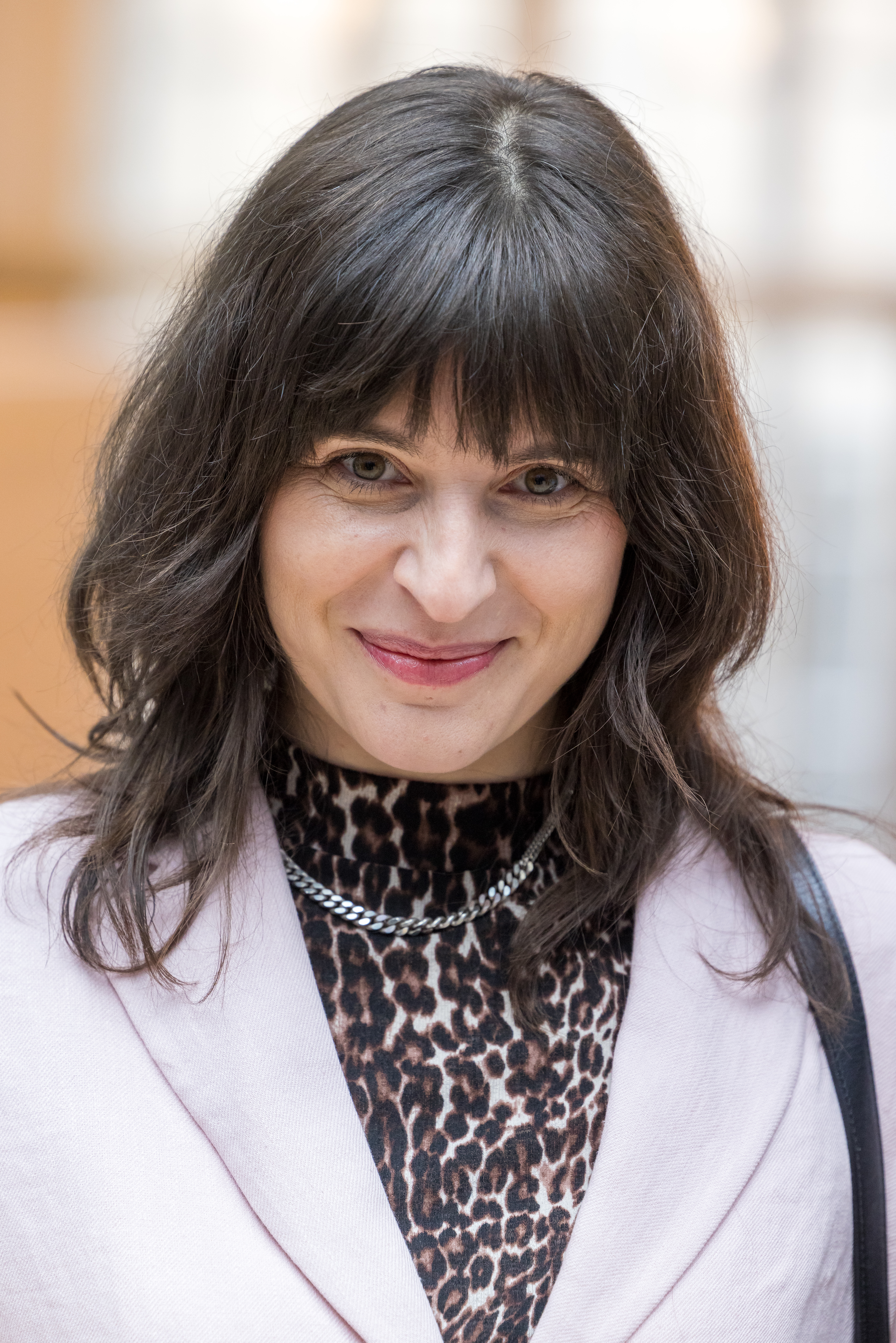
Eva Bay (* 1983)

- Bay, Frances (1919–2011), kanadische Schauspielerin
- Bay, Francis (1914–2005), belgischer Jazz- und Unterhaltungsmusiker, Bigband-Leader und Regisseur
- Bay, Friedrich (1940–2023), deutscher Biologe, Biologiedidaktiker und Hochschullehrer
- Bay, Gry (* 1974), dänische Schauspielerin und Sängerin
- Bay, Gustav (1866–1931), Schweizer Politiker
- Bay, Hanni (1885–1978), Schweizer Malerin
- Bay, Hans (1913–2009), deutscher Politiker (GVP, SPD), Die Linke, MdB
- Bay, Hermann (1901–1985), deutscher Bauingenieur
- Bay, James (* 1990), englischer Singer-Songwriter
- Bay, Jason (* 1978), kanadischer Baseballspieler
- Bay, Jeppe (* 1997), dänischer Badmintonspieler
- Bay, John (1928–1982), US-amerikanischer Filmschauspieler
- Bay, Michael (* 1955), deutscher Schriftsteller
- Bay, Michael (* 1965), US-amerikanischer Regisseur und ProduzentMichael Bay (* 1965)

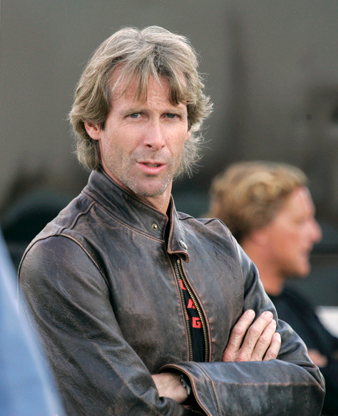
Michael Bay (* 1965)

- Bay, Nicolas (* 1977), französischer Politiker, MdEP
- Bay, Paul (1891–1952), Schweizer Architekt, Bildhauer, Innenarchitekt und Anthroposoph
- Bay, Peter (* 1957), US-amerikanischer Dirigent
- Bay, Rudolph (1791–1856), dänischer Komponist
- Bay, Susanne (* 1965), deutsche Politikerin (Bündnis 90/Die Grünen)
- Bay, Taco (1933–2011), deutscher Priester, Anthroposoph
- Bay, Tina (* 1973), norwegische Skilangläuferin
- Bay, Valentin (* 1988), Schweizer Handballspieler
- Bay, William Van Ness (1818–1894), US-amerikanischer Jurist und Politiker
- Bay, Zoltán (1900–1992), ungarischer Physiker

#### Baya
- Baya (1931–1998), algerische Malerin und Keramikerin der Art Brut
- Baya, Paulo (* 1999), brasilianischer Fußballspieler
- Baya, Zoubaier (* 1971), tunesischer Fußballspieler
- Bayala, Anthyme (1925–1984), burkinischer römisch-katholischer Geistlicher und Bischof von Koudougou
- Bayala, Cyrille (* 1996), burkinischer Fußballspieler
- Bayala, Eric (* 1972), burkinischer Filmemacher und Musiker
- Bayamack-Tam, Emmanuelle (* 1966), französische Schriftstellerin und Dramatikerin
- Bayan Khutugh (1324–1365), chinesische Kaiserin
- Bayan, Raphaël (1914–1999), libanesischer Geistlicher, armenisch-katholischer Bischof von Iskanderiya
- Bayanchur Khan (713–759), Herrscher der Uyghuren
- Bayandor, Gholamali (1898–1941), Konteradmiral und erster Kommandeur der iranischen Marine
- Bayandour, Anahit (1940–2011), armenische Übersetzerin und Friedensaktivistin
- Bayani, Jialin (* 1999), chinesische Skilangläuferin
- Bayani, Niloufar (* 1986), iranische Biologin und Umweltschützerin
- Bayani, Vijak (* 1970), deutsche Schauspielerin
- Bayano, Sklave
- Bayanqolu (* 1955), chinesischer Politiker
- Bayanuni, Ali Sadr ad-Din al- (* 1938), syrischer Anwalt und Politiker
- Bayar, Celâl (1883–1986), türkischer Politiker und StaatspräsidentCelâl Bayar (1883–1986)

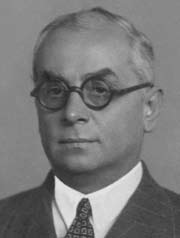
Celâl Bayar (1883–1986)

- Bayar, Faruk (* 1981), türkischer Fußballspieler
- Bayar, Johann Friedrich von (1700–1776), preußischer Generalmajor
- Bayar, Mehmet Hikmet (1932–2019), türkischer General
- Bayard, Alexis I. du Pont (1918–1985), US-amerikanischer Politiker
- Bayard, Eddie (1934–2022), US-amerikanischer Jazzmusiker (Trompete, Kornett, Bugle)
- Bayard, Émile (1837–1891), französischer Illustrator
- Bayard, Frank (* 1971), deutscher römisch-katholischer Geistlicher, Hochmeister des Deutschen OrdensFrank Bayard (* 1971)

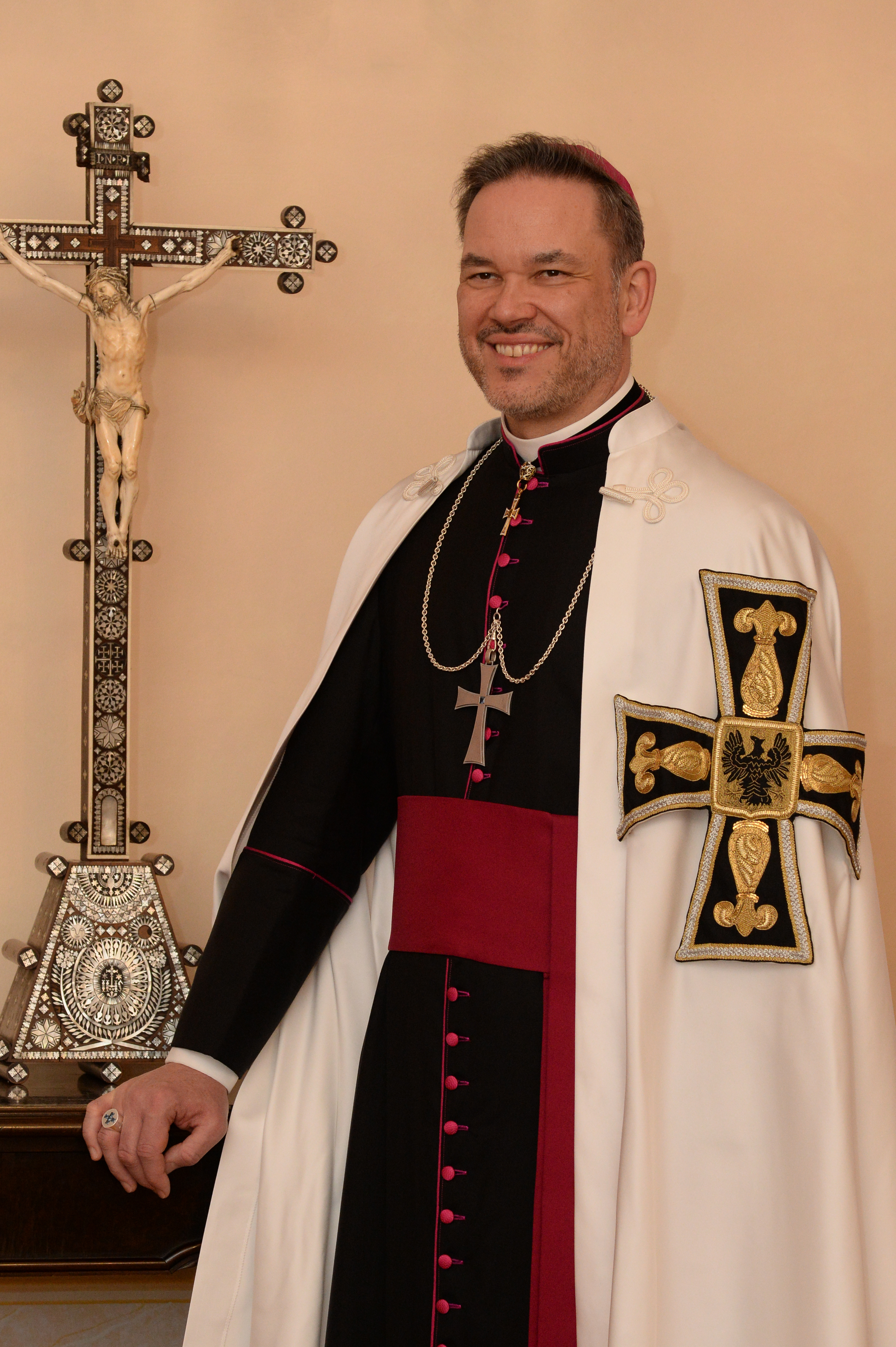
Frank Bayard (* 1971)

- Bayard, Hervé (* 1944), französischer Motorrad- und Autorennfahrer
- Bayard, Hippolyte (1801–1887), französischer Beamter und Fotograf
- Bayard, James A. junior (1799–1880), US-amerikanischer Politiker (Demokratische Partei)
- Bayard, James A. senior (1767–1815), US-amerikanischer Politiker (Föderalistische Partei)
- Bayard, Jean-François (1796–1853), französischer Dramatiker
- Bayard, John (1738–1807), US-amerikanischer Politiker
- Bayard, Marcel (1895–1956), französischer Telegrafeningenieur und Mathematiker
- Bayard, Mariama Gamatié (* 1958), nigrische Politikerin und Frauenrechtlerin
- Bayard, Otto (1881–1957), Schweizer Arzt, Wissenschaftler und Autor
- Bayard, Pierre (* 1954), französischer Literaturprofessor und Schriftsteller
- Bayard, Richard H. (1796–1868), US-amerikanischer Politiker
- Bayard, Stephen (1700–1757), britischer Politiker und Bürgermeister von New York City (1744–1747)
- Bayard, Thomas F. (1828–1898), US-amerikanischer Politiker
- Bayard, Thomas F. junior (1868–1942), US-amerikanischer Politiker (Demokratische Partei)
- Bayard, Yves (1935–2008), französischer Architekt
- Bayardi, José (* 1955), uruguayischer Politiker
- Bayardo Bengoa, Fernando (1923–1987), uruguayischer Politiker und Hochschullehrer
- Bayarsaikhan, Gana, mongolische Filmschauspielerin und Model
- Bayarslan, Volkan (* 1978), türkischer Fußballschiedsrichter
- Bayarzul, Chagnaa (* 1971), mongolischer Skirennläufer
- Bayat, Ehsan (* 1963), US-amerikanischer Unternehmer
- Bayat, Morteza Gholi (1882–1955), iranischer Politiker und Premierminister des Iran
- Bayat, Sareh (* 1979), iranische Schauspielerin
- Bayat, Shohreh (* 1987), iranische Schachschiedsrichterin und -spielerin
- Bayat, Susesch (* 1940), iranischer Fotograf
- Bayat, Zeynep Tuğçe (* 1990), türkische Schauspielerin
- Bayati, Hussein al (* 1997), irakischer Hammerwerfer
- Bayatinia, Mohsen (* 1980), iranischer Fußballspieler und -trainer
- Bayaz, Danyal (* 1983), deutscher Unternehmensberater und Politiker (Bündnis 90/Die Grünen), MdBDanyal Bayaz (* 1983)

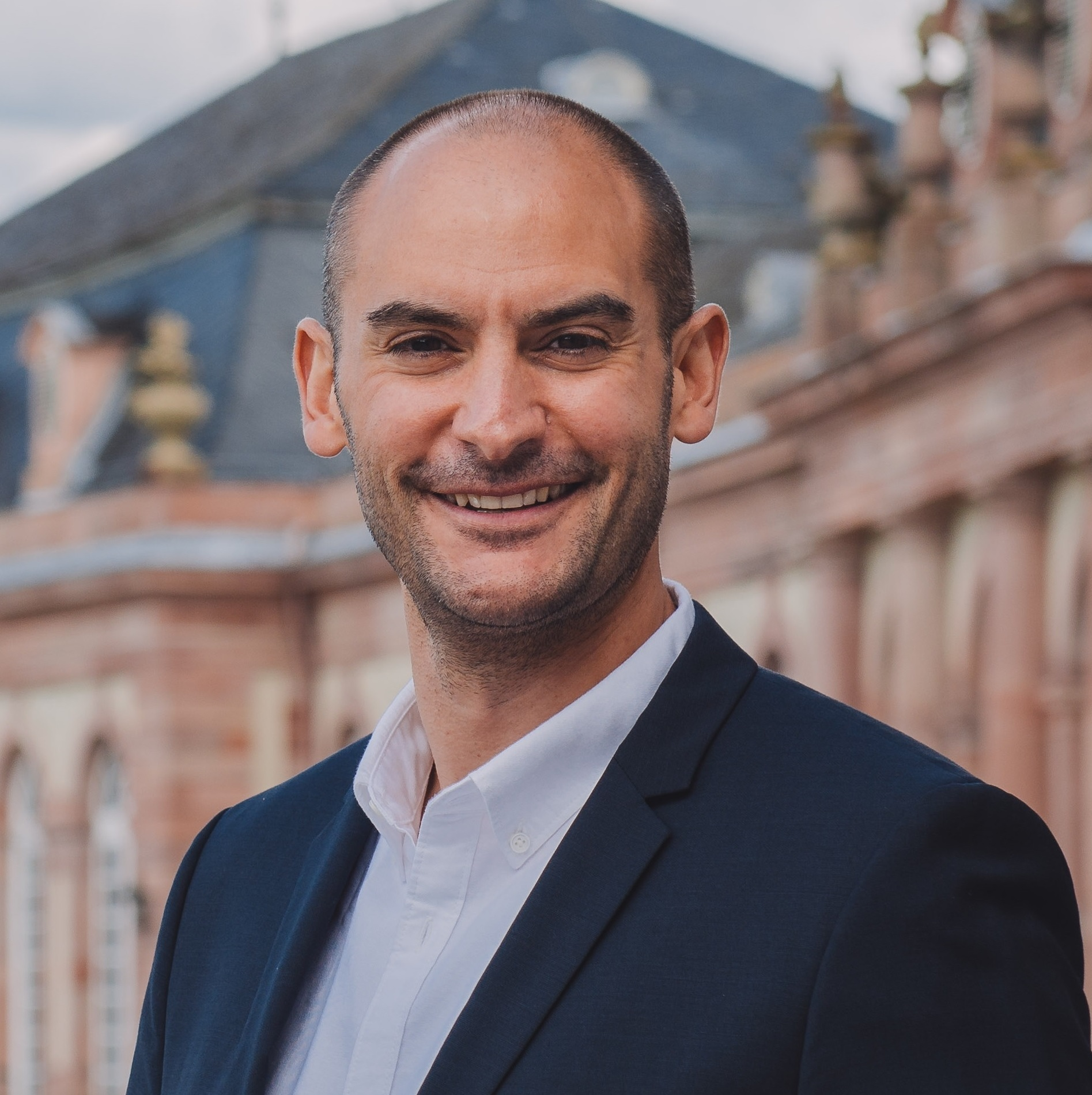
Danyal Bayaz (* 1983)

- Bayazidi, Mahmud (1797–1859), kurdischer Schriftsteller
- Bayazıt, Timuçin (* 1972), türkischer Fußballspieler
- Bayazıt, Vural (1934–2020), türkischer Admiral
- Bayazıtoğlu, Ümit Yaşar (* 1953), türkischer Journalist und Publizist

#### Bayb
- Baybaşin, Hüseyin (* 1956), türkisch-kurdischer Drogenhändler mit niederländischer StaatsbürgerschaftHüseyin Baybaşin (* 1956)

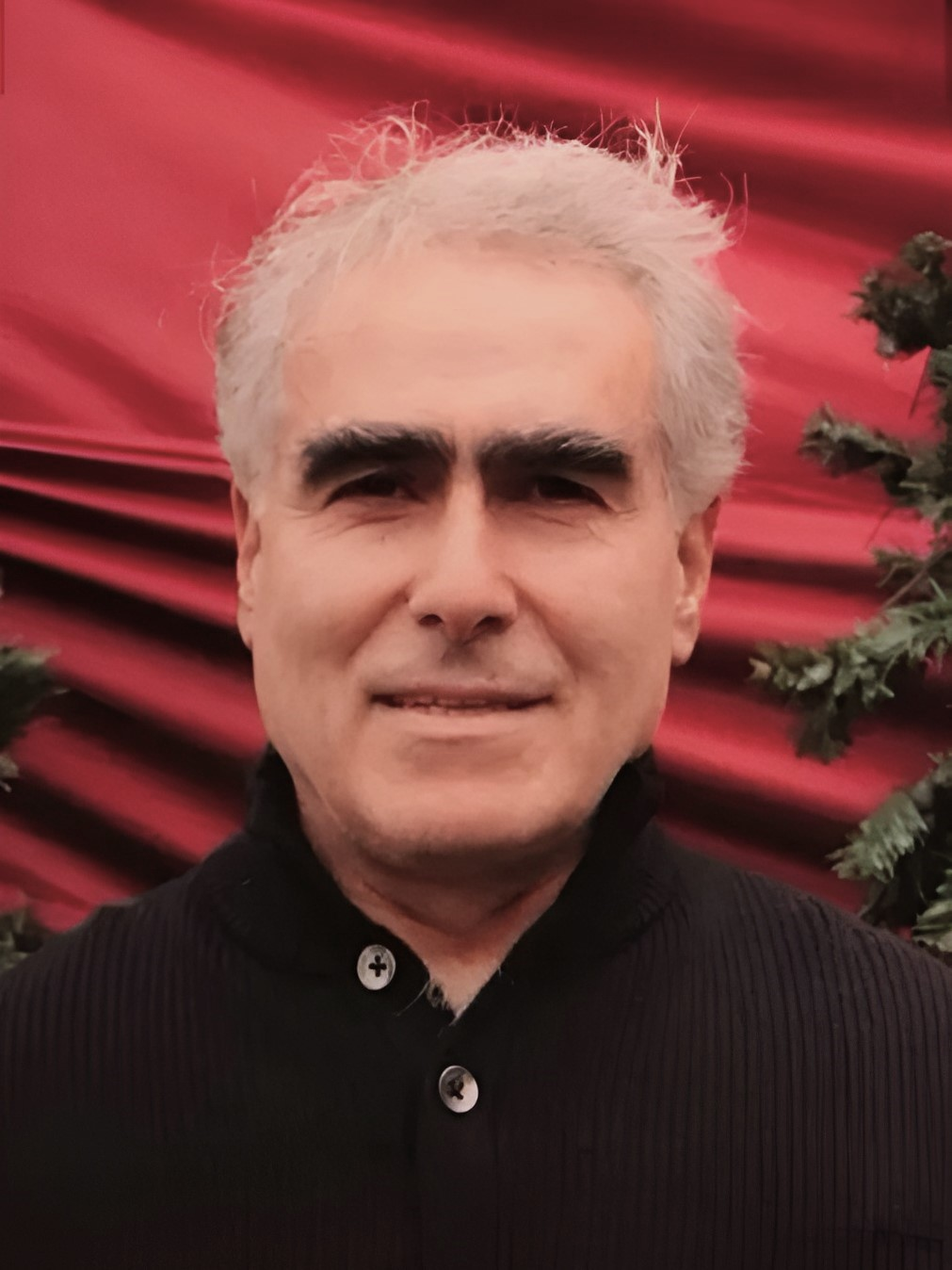
Hüseyin Baybaşin (* 1956)

- Bayburtluoğlu, Cevdet (1934–2013), türkischer Klassischer Archäologe

#### Bayd
- Bayda, Bryan Joseph (* 1961), kanadischer Ordensgeistlicher, ukrainisch griechisch-katholischer Bischof von Toronto
- Bayda, Ryan (* 1980), kanadischer Eishockeyspieler
- Baydad, Herrscher der Persis
- Baydar, Alaattin (1901–1990), türkischer Fußballspieler
- Baydar, Deniz (* 1991), türkische Schauspielerin
- Baydar, Fatih (* 1983), türkischer Gewichtheber
- Baydar, İdil (* 1975), deutsche Kabarettistin und Schauspielerin
- Baydar, Oya (* 1940), türkische Schriftstellerin und Journalistin
- Baydar, Tayfun (* 1975), deutscher Theater- und Fernsehschauspieler türkischer Abstammung
- Baydar, Volkan (* 1971), türkischer Sänger, Komponist, Schauspieler und Sprecher
- Baydar, Yavuz, türkischer Journalist und Blogger
- Baydemir, Fatih (* 1989), deutsch-türkischer Fußballspieler
- Baydemir, Okan (* 1990), türkischer Fußballspieler
- Baydemir, Osman (* 1971), kurdischer Menschenrechtler und Politiker in der Türkei
- Baydil, İsmail (* 1988), türkischer Fußballspieler

#### Baye
- Baye, Nathalie (* 1948), französische SchauspielerinNathalie Baye (* 1948)

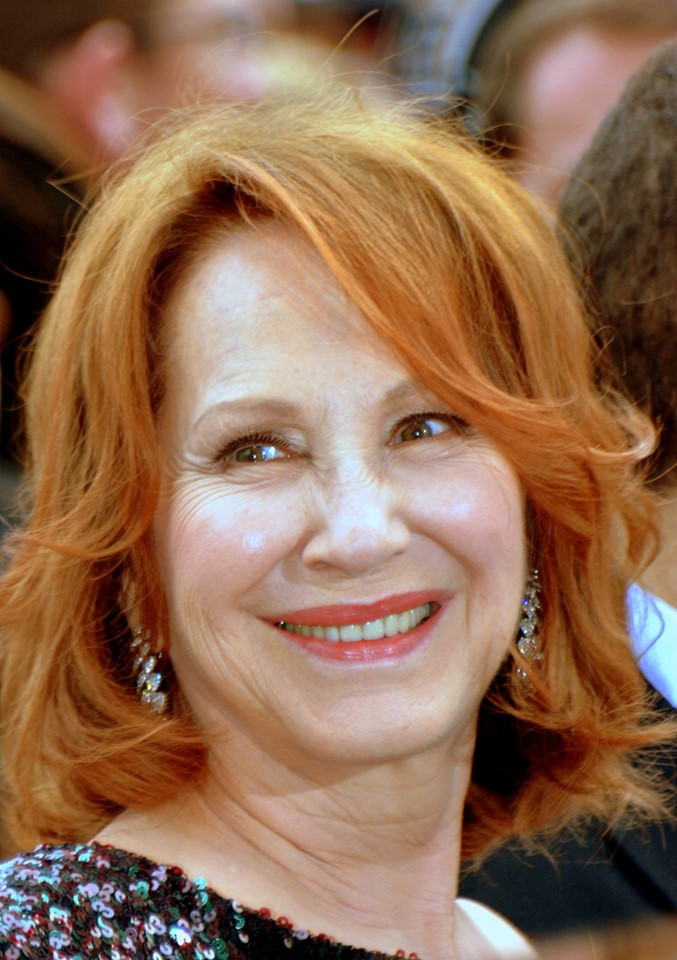
Nathalie Baye (* 1948)

- Bayehe, Jordan (* 1999), kamerunischer Basketballspieler
- Bayemi Matjei, Sosthène Léopold (* 1964), kamerunischer römisch-katholischer Geistlicher, Bischof von Obala
- Bayemi, Christopher, französischer Schauspieler
- Bayen, Maurice (1902–1974), französischer Physiker
- Bayen, Pierre (1725–1798), französischer Chemiker
- Bayer Isant, Pilar (* 1946), spanische Mathematikerin
- Bayer Sager, Carole (* 1944), amerikanische Komponistin und Sängerin
- Bayer von Boppard, Dietrich († 1384), Bischof von Worms und Metz
- Bayer von Boppard, Konrad († 1459), Bischof von Metz
- Bayer, Adolf (1909–1999), deutscher Architekt und Hochschullehrer
- Bayer, Alex, deutscher Jazzmusiker (Bass, Komposition)
- Bayer, Alexander (* 1964), deutscher Diplom-Theologe und freischaffender Liedermacher von Neuen Geistlichen Liedern
- Bayer, Alfred (1859–1916), deutsch-böhmischer Architekt
- Bayer, Alfred (* 1884), deutscher Unternehmer
- Bayer, Alfred (* 1933), deutscher Ministerialbeamter und Manager
- Bayer, Alois (1802–1863), Hofopernsänger und Mitglied des Münchner Hoftheaters
- Bayer, Andreas (1566–1635), Rechtswissenschaftler in Tübingen
- Bayer, Andrew (* 1987), US-amerikanischer Trance-DJ und Musikproduzent
- Bayer, Anja (* 1971), deutsche Bildende Künstlerin, Lyrikerin und Kinderdarstellerin
- Bayer, Arend, deutscher Mathematiker
- Bayer, Arno J. L. (1930–2012), deutscher Architekt
- Bayer, August von (1803–1875), schweizerisch-badischer Maler, Architekturmaler und Konservator
- Bayer, Barbara (1827–1887), Bäckerin und Erstproduzentin der Karlsbader Oblaten
- Bayer, Beate (* 1956), deutsche Richterin am Bundespatentgericht
- Bayer, Bernhard (* 1979), deutscher Schachspieler
- Bayer, Bertha von (1841–1909), deutsche Malerin
- Bayer, Brigitte (* 1983), deutsche Sängerin (Sopran) und Stimmbildnerin
- Bayer, Britta (* 1964), deutsche Fernseh- und Theaterschauspielerin
- Bayer, Bryce E. (1929–2012), US-amerikanischer Physiker
- Bayer, Carl Josef (1847–1904), österreichischer Chemiker
- Bayer, Carlo (1915–1977), deutscher Pionier der Caritas Internationalis
- Bayer, Christian (* 1977), deutscher Schauspieler
- Bayer, Christoph (* 1948), deutscher Politiker (SPD), MdL
- Bayer, Conrad (1828–1897), österreichischer Schachkomponist und -theoretiker der Altdeutschen Schule
- Bayer, David († 1807), deutscher Orgelbauer in Schwerin und Friedland
- Bayer, Detlef (1951–2007), deutscher Jurist, ehemaliger Richter am Bundesverwaltungsgericht
- Bayer, Eduard (1822–1908), deutscher Gitarrist, Mandolinist, Zitherspieler und Komponist
- Bayer, Ehrentraud (* 1953), deutsche Botanikerin
- Bayer, Emilia N. (* 1934), deutsche Bildhauerin
- Bayer, Engelbert (1895–1952), österreichischer Politiker (CSP), Landtagsabgeordneter
- Bayer, Ernest (1904–1997), US-amerikanischer Ruderer
- Bayer, Ernst (1927–2002), deutscher Chemiker und Hochschullehrer
- Bayer, Franz (1853–1930), böhmischer Augenarzt und Kommunalpolitiker
- Bayer, Franz Rudolf (1780–1860), österreichischer Theaterschauspieler, -regisseur, Schriftsteller und Maler
- Bayer, Frederick (1921–2007), US-amerikanischer Zoologe
- Bayer, Friderika (* 1971), ungarische Sängerin
- Bayer, Friedrich (* 1792), deutscher Rittergutsbesitzer und Parlamentarier
- Bayer, Friedrich (1825–1880), deutscher Unternehmer, Gründer der Farbenfabrik Friedrich Bayer, der heutigen Bayer AGFriedrich Bayer (1825–1880)

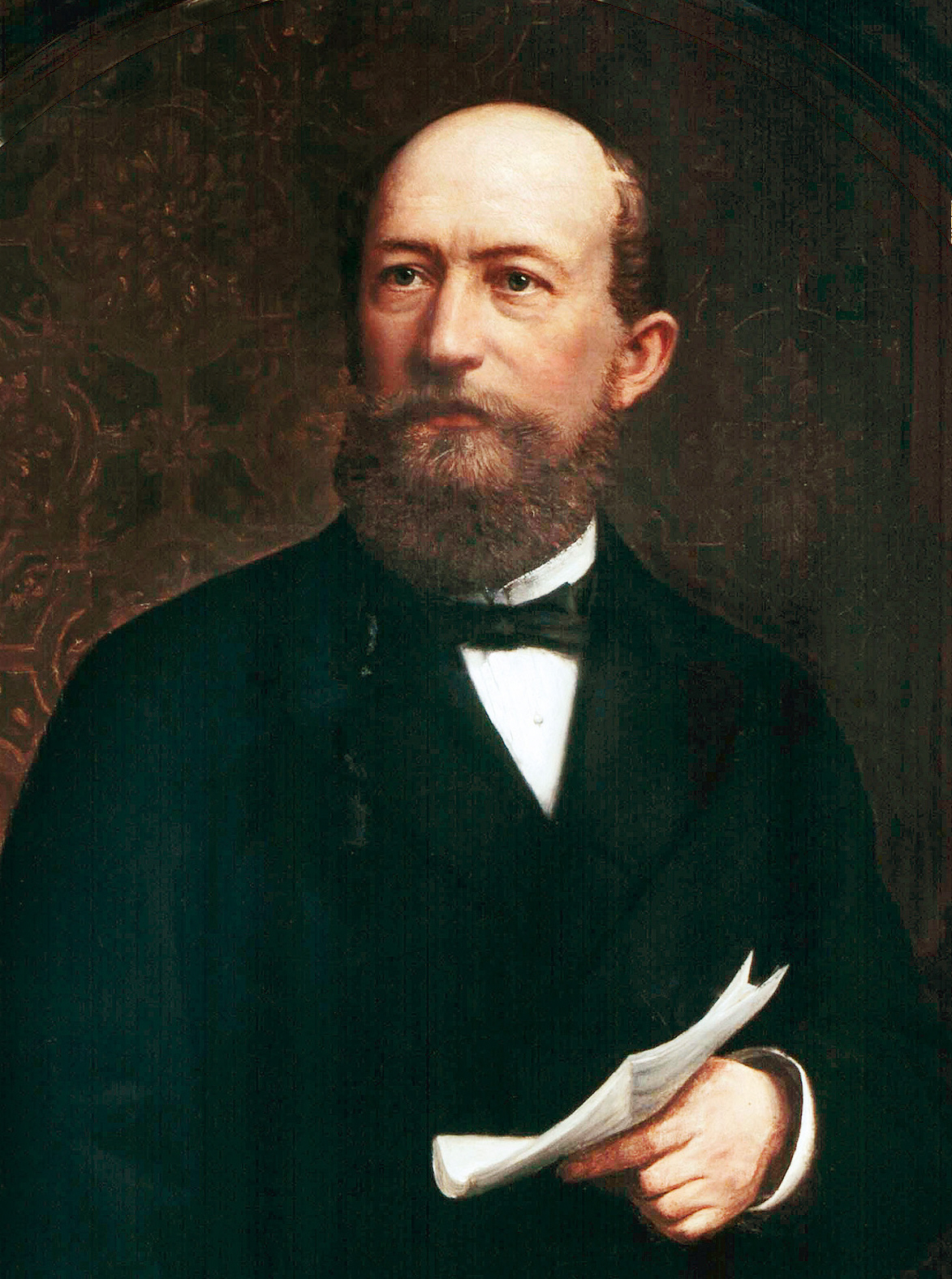
Friedrich Bayer (1825–1880)

- Bayer, Friedrich († 1909), Landwirt, Bürgermeister und Abgeordneter
- Bayer, Friedrich (1851–1920), deutscher Unternehmer
- Bayer, Friedrich (1883–1955), deutscher Politiker (DVP), MdL
- Bayer, Friedrich (1887–1953), deutscher General
- Bayer, Friedrich (1902–1954), österreichischer Komponist, Musikkritiker und Musiktheoretiker
- Bayer, Georg (1920–2007), deutscher Verbandsfunktionär
- Bayer, Gottlieb Siegfried (1694–1738), Philologe, Historiker und Orientalist
- Bayer, Gustav (1879–1938), österreichischer Mediziner
- Bayer, Gustav (1895–1977), norwegischer Turner
- Bayer, Hans (1903–1965), österreichischer Wirtschafts- und Sozialwissenschaftler
- Bayer, Hans (* 1947), deutscher Schauspieler, Sänger und SynchronsprecherHans Bayer (* 1947)

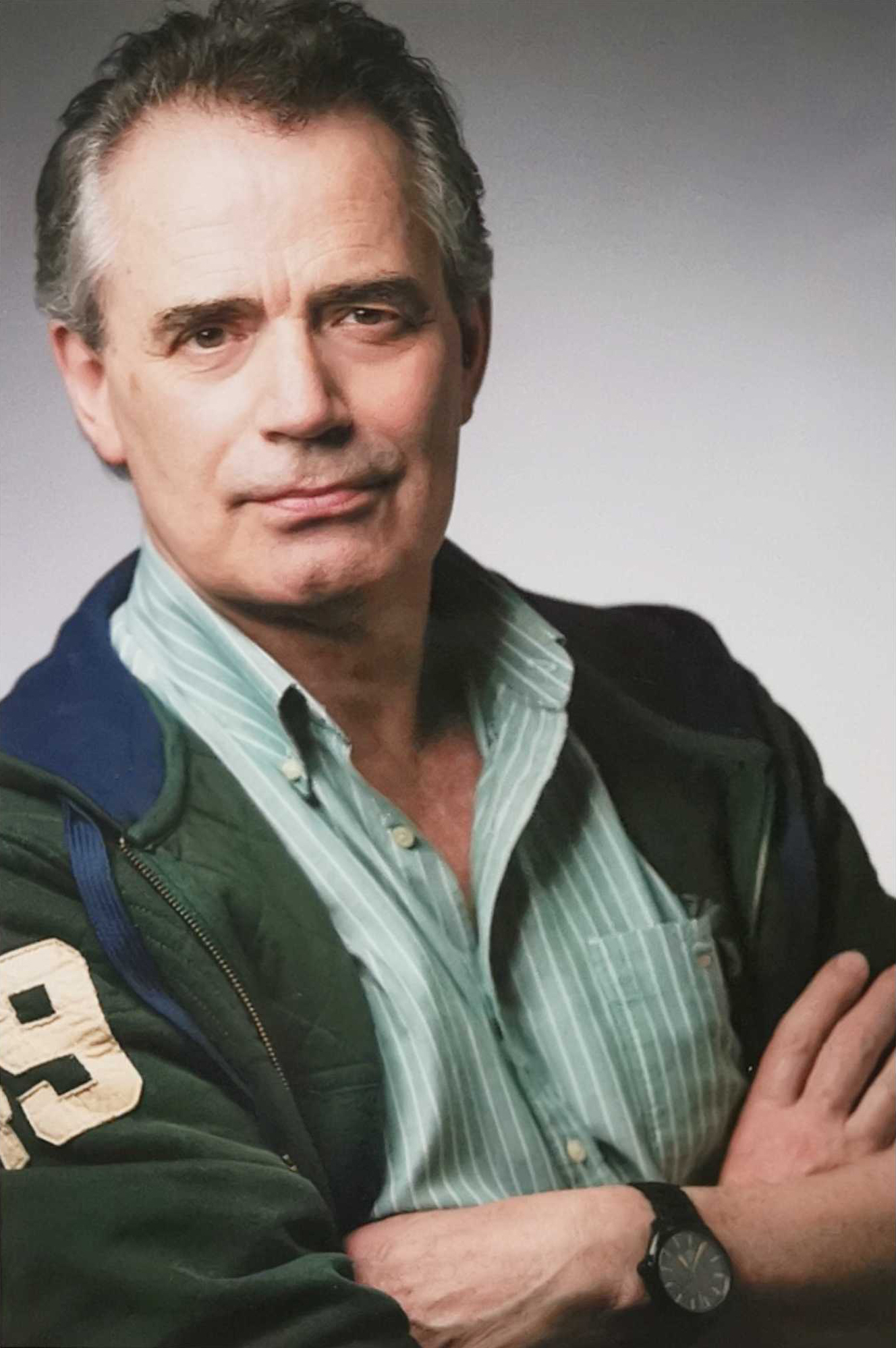
Hans Bayer (* 1947)

- Bayer, Heidi (* 1987), deutsche Jazzmusikerin (Trompete, Flügelhorn, Komposition)
- Bayer, Heiner (1950–2015), deutscher Eishockeyspieler
- Bayer, Heinrich, deutscher Bildhauer
- Bayer, Heinrich (1870–1954), deutscher Politiker (DNVP), MdL
- Bayer, Heinrich (1909–1944), deutscher Widerstandskämpfer gegen den Nationalsozialismus
- Bayer, Heinz (1926–1999), deutscher Politiker (SPD)
- Bayer, Herbert (1900–1985), österreichischer Grafikdesigner, Typograf, Ausstellungsarchitekt, Maler und Fotograf
- Bayer, Herbert (1926–1981), deutscher Fußballspieler
- Bayer, Herbert (1939–2024), deutscher Fußballspieler
- Bayer, Hermann (1829–1893), deutscher Maler, Zeichner und Lehrer
- Bayer, Hermann (1843–1920), preußischer Generalleutnant
- Bayer, Hermann (1936–2012), österreichischer Maler, Zeichner und Grafiker
- Bayer, Hermann Gustav (1876–1928), deutscher Politiker
- Bayer, Hermann-Wilfried (1933–2013), deutscher Jurist
- Bayer, Hieronymus von (1792–1876), deutscher Rechtswissenschaftler
- Bayer, Ingeborg (1927–2017), deutsche Schriftstellerin
- Bayer, Irene (1898–1991), US-amerikanische Fotografin
- Bayer, Iris (* 1958), deutsche Springreiterin und Unternehmerin
- Bayer, Jacek (* 1964), polnischer Fußballspieler
- Bayer, Jasmin (* 1960), deutsche Jazzsängerin und Songschreiberin
- Bayer, Johann (1572–1625), deutscher Astronom und Jurist
- Bayer, Johanna (1915–2000), österreichische Politikerin (ÖVP), Abgeordnete zum Nationalrat, Mitglied des Bundesrates
- Bayer, Josef (1852–1913), österreichischer Komponist
- Bayer, Josef (1882–1931), österreichischer Archäologe
- Bayer, Josef (* 1950), deutscher Linguist und Hochschullehrer
- Bayer, Joseph Ludwig (1803–1882), österreichischer Politiker und Gutsbesitzer
- Bayer, Julian (* 1987), deutscher Schauspieler
- Bayer, Karl (1859–1940), österreichischer Theaterschauspieler
- Bayer, Karl (1920–2009), deutscher Klassischer Philologe und Gymnasiallehrer
- Bayer, Karl (1925–1995), deutscher Politiker (SPD, CSU), MdL
- Bayer, Karl (* 1936), deutscher Jurist
- Bayer, Karl Helmut (* 1931), deutscher Architekt
- Bayer, Karoline (1821–1903), deutsche Krankenpflegerin und Oberschwester einer Rot-Kreuz Kinderheilanstalt (Luisenanstalt Heidelberg)
- Bayer, Klaus (* 1947), deutscher Germanist
- Bayer, Konrad (1932–1964), österreichischer SchriftstellerKonrad Bayer (1932–1964)

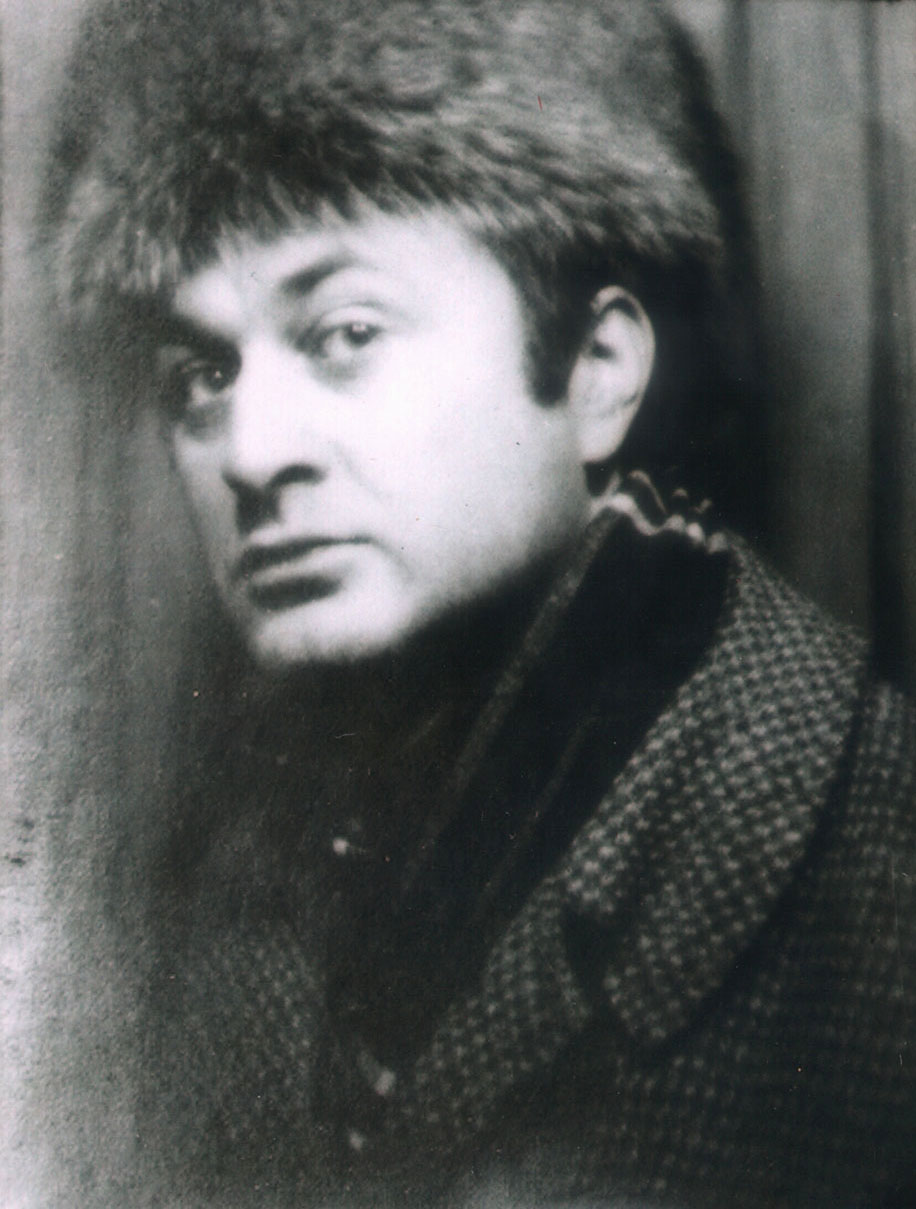
Konrad Bayer (1932–1964)

- Bayer, Liziane (* 1981), brasilianische Politikerin und Pfarrerin
- Bayer, Manfred (* 1932), deutscher Schulpädagoge
- Bayer, Manfred (* 1965), deutscher Physiker und Hochschulrektor
- Bayer, Marco (* 1972), Schweizer Eishockeyspieler und -trainer
- Bayer, Markus (* 1984), deutscher Tennisspieler
- Bayer, Mary Elizabeth (1925–2005), kanadische Kulturpolitikerin und Schriftstellerin
- Bayer, Maximilian (1872–1917), deutscher Offizier, Pfadfinder
- Bayer, Oliver (* 1977), deutscher Politiker (PIRATEN), MdL
- Bayer, Osvaldo (1927–2018), argentinischer Journalist, Schriftsteller, HistorikerOsvaldo Bayer (1927–2018)

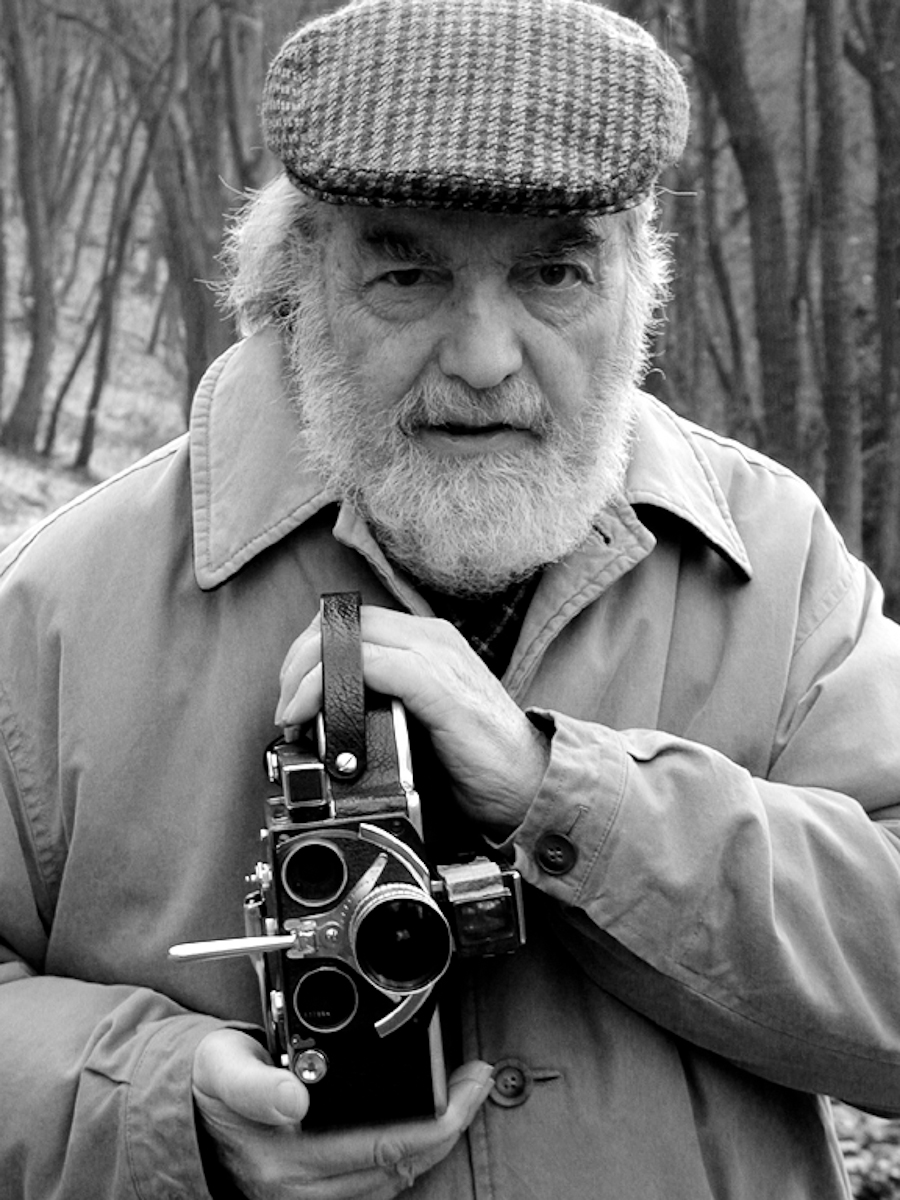
Osvaldo Bayer (1927–2018)

- Bayer, Oswald (* 1939), deutscher evangelischer Theologe und Autor
- Bayer, Ottilie (1848–1913), deutsche Schriftstellerin
- Bayer, Otto (1902–1982), deutscher Chemiker
- Bayer, Otto (1937–2018), deutscher Übersetzer
- Bayer, Özgür (* 1979), türkischer Fußballspieler
- Bayer, Patricia (* 1952), US-amerikanische Kunsthistorikerin und Sachbuchautorin
- Bayer, Paul (1893–1958), deutscher Politiker (SPD), MdA
- Bayer, Paul Ignaz (1656–1733), böhmischer Architekt
- Bayer, Philipp (1791–1832), deutscher Mediziner
- Bayer, Philipp (1868–1902), deutscher Jurist und Politiker, MdR
- Bayer, Raimund (* 1950), deutscher Politiker (SPD), MdA
- Bayer, Raymond (1898–1959), französischer Philosoph und Hochschullehrer
- Bayer, René (* 1904), deutscher Journalist, Mitarbeiter der Gestapo, der Organisation Gehlen und vom Bundesnachrichtendienst (BND)
- Bayer, Ricardo (1903–1970), chilenischer Leichtathlet
- Bayer, Richard (1883–1972), deutscher Industrieller
- Bayer, Richard (1907–1989), österreichischer Physiologe und Gynäkologe
- Bayer, Robert von (1835–1902), österreichischer Schriftsteller
- Bayer, Rudolf (1825–1878), österreichischer Architekt und Ingenieur
- Bayer, Rudolf (* 1939), deutscher Informatiker
- Bayer, Samuel (* 1962), US-amerikanischer Regisseur
- Bayer, Sebastian (* 1986), deutscher WeitspringerSebastian Bayer (* 1986)

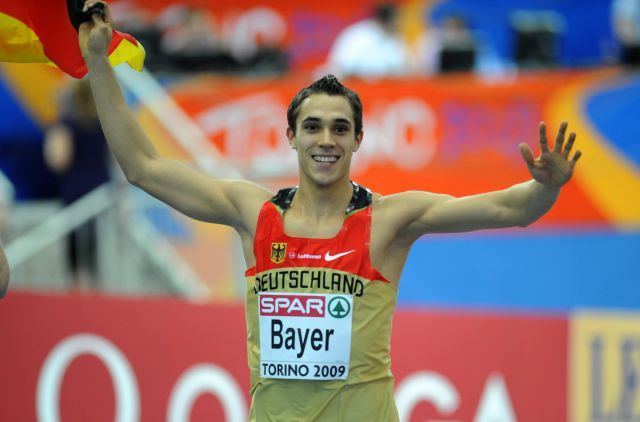
Sebastian Bayer (* 1986)

- Bayer, Silvana (* 1980), deutsche Schauspielerin
- Bayer, Simon (* 1995), deutscher Leichtathlet
- Bayer, Stefan (* 1968), deutscher Ökonom
- Bayer, Sydonia (1903–1945), deutsche Aufseherin im Jugendverwahrlager Litzmannstadt
- Bayer, Thaddäus (1737–1809), österreichischer Mediziner
- Bayer, Thilo, deutscher Technikjournalist und Pen-&-Paper-Rollenspiel-Entwickler
- Bayer, Thomas (* 1948), deutscher Schauspieler, Regisseur und Intendant
- Bayer, Thommie (* 1953), deutscher Schriftsteller, Musiker und MalerThommie Bayer (* 1953)

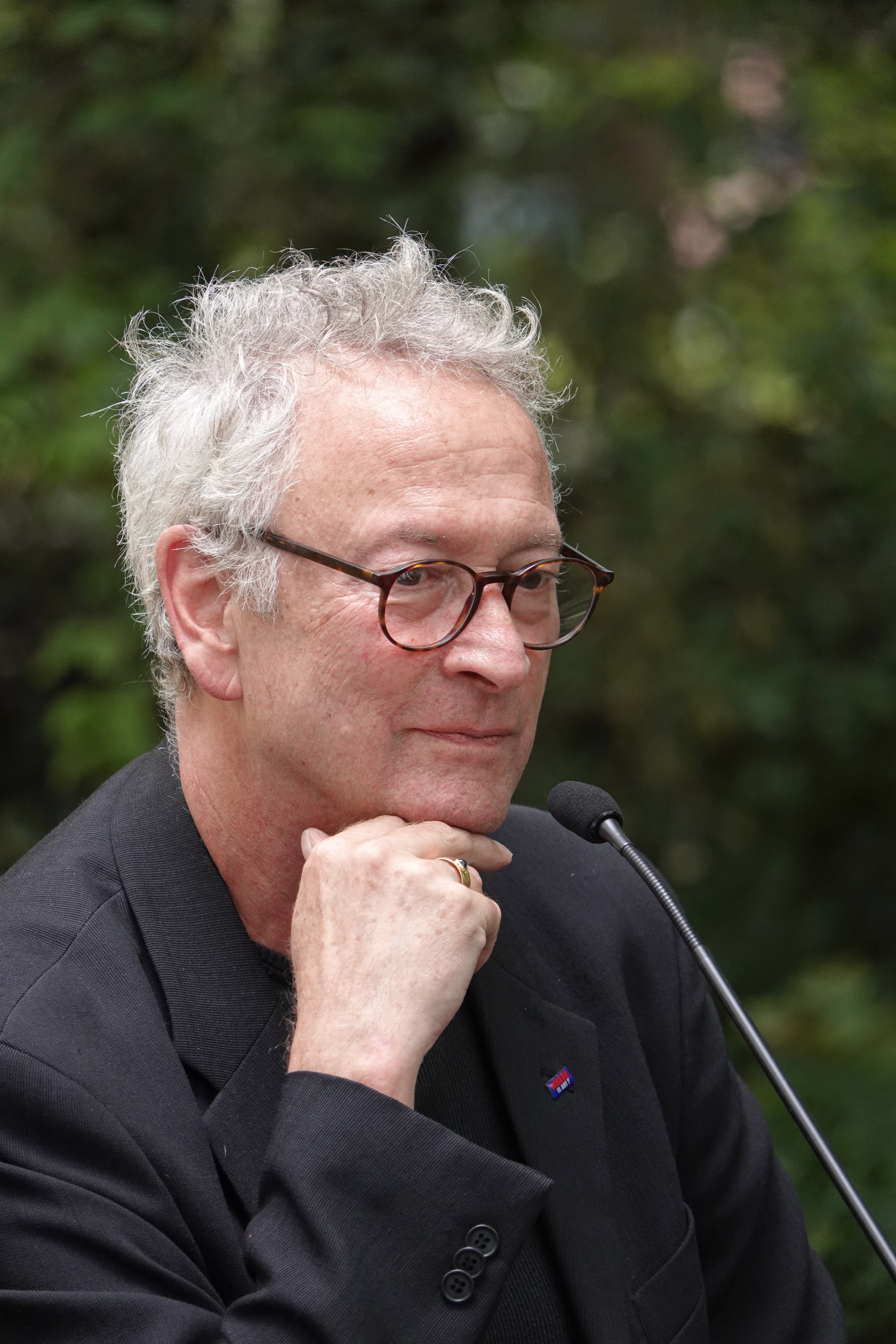
Thommie Bayer (* 1953)

- Bayer, Tobias (* 1999), österreichischer Radrennfahrer
- Bayer, Tom (* 1957), deutscher Sportreporter
- Bayer, Ulrich (* 1962), deutscher evangelischer Theologe und Kirchenhistoriker
- Bayer, Valentin (* 1999), österreichischer Schwimmer
- Bayer, Vanessa (* 1981), US-amerikanische Komikerin und Schauspielerin
- Bayer, Veronika (1940–2008), deutsche Schauspielerin
- Bayer, Walter (* 1956), deutscher Rechtswissenschaftler und Professor an der Universität Jena
- Bayer, Waltraud (* 1939), deutsche Sportlerin in Langlaufdistanzen
- Bayer, Wilhelm (1900–1972), deutscher Kinderarzt und Euthanasietäter
- Bayer, Wilhelm (1901–1964), deutscher Bibliothekar
- Bayer, William (* 1939), US-amerikanischer Schriftsteller
- Bayer, Wilma (1909–1977), deutsche Politikerin (SPD), MdL
- Bayer, Xaver (* 1977), österreichischer Schriftsteller
- Bayer-Braun, Bertha (1847–1909), deutsche Theaterschauspielerin
- Bayer-Bürck, Marie (1820–1910), österreichische Theaterschauspielerin
- Bayer-Ehrenberg, Leo von (* 1888), nationalsozialistischer deutscher Sportfunktionär
- Bayer-Fluckiger, Eva (* 1951), Schweizer Mathematikerin
- Bayer-Niemeier, Eva (* 1958), deutsche Klassische Archäologin
- Bayerbach, Markus (* 1963), deutscher Politiker (AfD), MdL
- Bayerdörfer, Hans-Peter (* 1938), deutscher Germanist, Theaterwissenschaftler und Hochschullehrer
- Bayéré, Moussa (1939–1976), nigrischer Offizier und Politiker
- Bayerer, Georg (1915–1998), deutscher Fußballspieler
- Bayerer, Peter (* 1940), deutscher Architekt und Hochschullehrer
- Bayerl, Alfons (1923–2009), deutscher Politiker (SPD), MdL, MdB, MdEP
- Bayerl, Amelie (* 1998), deutsche Handballspielerin und Beachhandballspielerin
- Bayerl, Bruno (1831–1887), Abt von Stift Tepl
- Bayerl, Günter (* 1946), deutscher Historiker
- Bayerl, Josef (* 1894), deutscher Landrat
- Bayerl, Rudi (* 1942), deutscher Heimatpfleger, Sachbuchautor, Mundartdichter und Kommunalpolitiker (UPW/FW Neumarkt)
- Bayerl, Victor (1903–1982), deutscher Physikochemiker
- Bayerl, Werner (* 1942), deutscher Fußballspieler
- Bayerlacher, Wolfgang (1930–2019), deutscher Diplomat, Botschafter der DDR
- Bayerle, Albert (1906–1972), deutscher Kommunalpolitiker (SPD)
- Bayerle, Georg (* 1967), deutscher Journalist, Autor, Moderator und Bergexperte
- Bayerle, Joseph (1899–1941), deutscher römisch-katholischer Geistlicher, Steyler Missionar und Märtyrer
- Bayerle, Julius (1826–1873), deutscher Bildhauer und Maler
- Bayerlein, Bernhard H. (* 1949), deutscher Historiker und Romanist
- Bayerlein, Fritz (1872–1955), deutscher Landschaftsmaler, Kirchen- und Historienmaler und Stuckateur
- Bayerlein, Fritz (1899–1970), deutscher Generalleutnant im Zweiten WeltkriegFritz Bayerlein (1899–1970)

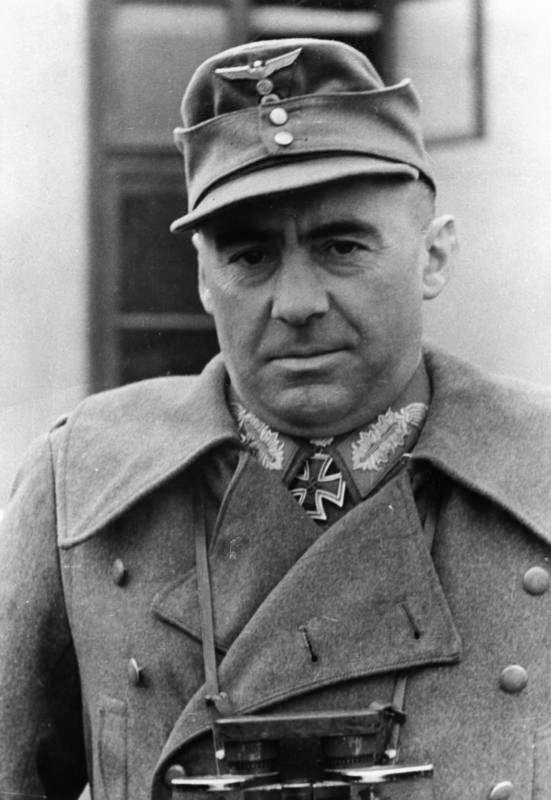
Fritz Bayerlein (1899–1970)

- Bayerlein, Fritz (1905–1996), deutscher Textilfabrikant und Senator (Bayern)
- Bayerlein, Hans (1889–1951), deutscher Maler und Zeichner
- Bayerlein, Julius (1838–1899), deutscher Unternehmer und Politiker, MdR
- Bayerlein, Manfred (* 1959), deutscher Ingenieur und Industriemanager
- Bayerlein, Peter (* 1944), deutscher Prähistoriker und Historiker
- Bayerlová, Michaela (* 1998), tschechische Tennisspielerin
- Bayern, Adalbert von (1886–1970), deutscher Offizier, Historiker, Autor und Botschafter der Bundesrepublik Deutschland in Spanien
- Bayern, Albrecht von (1905–1996), deutscher Prinz, Chef des Hauses Wittelsbach
- Bayern, Alfons von (1862–1933), bayerischer Prinz, General der Kavallerie
- Bayern, Anna von (* 1978), deutsche Journalistin und Autorin
- Bayern, Auguste M. P. von (* 1979), deutsche Verhaltensforscherin
- Bayern, Carl Theodor in (1839–1909), deutscher Augenarzt und Wittelsbacher
- Bayern, Elisabeth von (1913–2005), bayerische Prinzessin aus dem Haus Wittelsbach
- Bayern, Franz Joseph in (1888–1912), bayerischer Prinz
- Bayern, Franz Maria Luitpold von (1875–1957), bayerischer Prinz aus dem Hause Wittelsbach und Generalmajor der Bayerischen Armee
- Bayern, Franz von (* 1933), deutscher Betriebswirt und Chef des Hauses WittelsbachFranz von Bayern (* 1933)

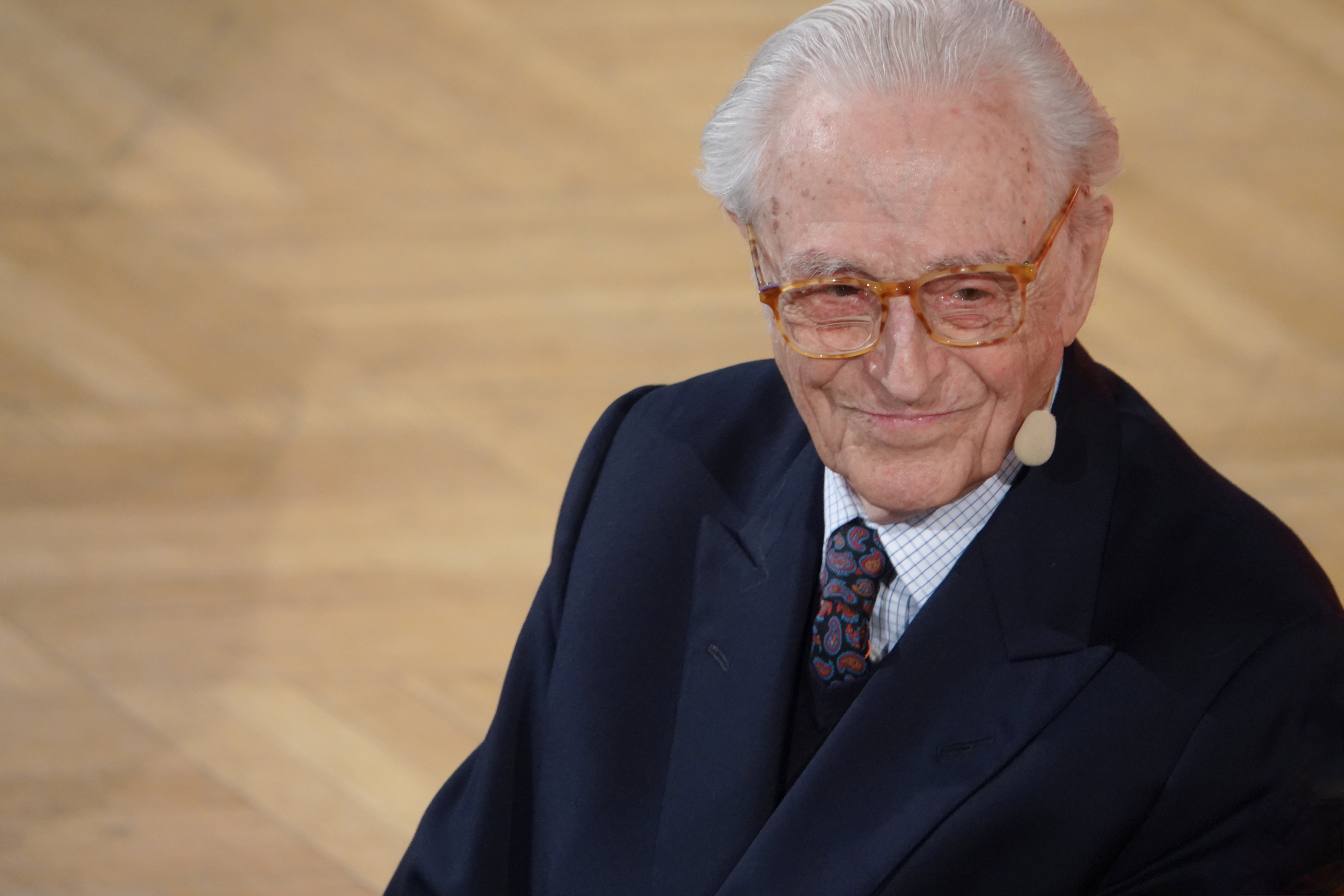
Franz von Bayern (* 1933)

- Bayern, Georg von (1880–1943), Prinz von Bayern (bis 1918), katholischer Priester und Kurienprälat in Rom
- Bayern, Irmingard von (1923–2010), deutsche Angehörige der Wittelsbacher
- Bayern, Joseph Clemens von (1902–1990), bayerischer Prinz aus dem Haus Wittelsbach
- Bayern, Konrad von (1883–1969), Prinz von Bayern
- Bayern, Konstantin Prinz von (1920–1969), deutscher Politiker (CSU), MdL, MdB
- Bayern, Leopold Prinz von (* 1943), deutscher Rennfahrer
- Bayern, Leopold von (1846–1930), deutscher Generalfeldmarschall, Prinz von Bayern
- Bayern, Ludovika Wilhelmine von (1808–1892), Prinzessin von Bayern, Herzogin in Bayern
- Bayern, Ludwig Ferdinand von (1859–1949), Prinz von Bayern und Infant von Spanien
- Bayern, Ludwig in (1831–1920), bayerischer General der Kavallerie, Herzog in Bayern
- Bayern, Ludwig Karl Maria von (1913–2008), deutscher Adeliger, Sohn von Franz Maria Luitpold von Bayern und Prinzessin Isabella von Croy
- Bayern, Ludwig Wilhelm in (1884–1968), Herzog in Bayern
- Bayern, Luitpold Emanuel in (1890–1973), bayerischer Adliger, Kunsthistoriker und Erbauer von Schloss Ringberg
- Bayern, Luitpold Prinz von (* 1951), deutscher Manager, Urenkel des letzten Königs von BayernLuitpold Prinz von Bayern (* 1951)

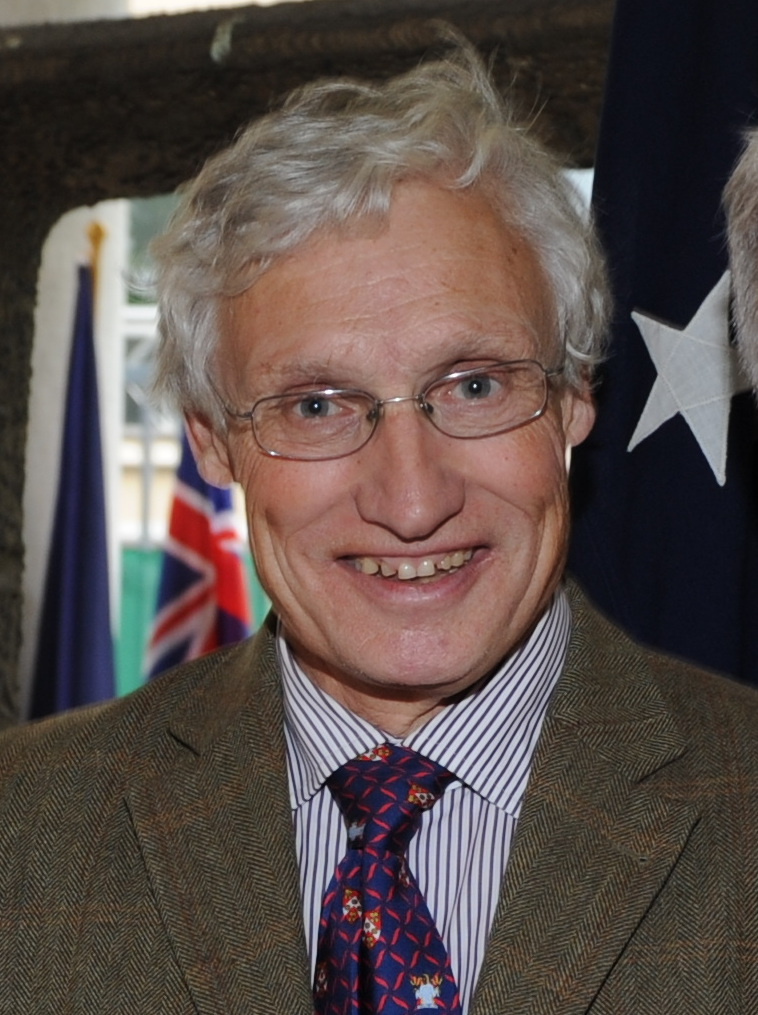
Luitpold Prinz von Bayern (* 1951)

- Bayern, Marie Gabriele in (1878–1912), Tochter von Herzog Carl Theodor in Bayern und dessen zweiter Gemahlin Maria José von Portugal
- Bayern, Marie in (1841–1925), Herzogin in Bayern, Königin beider Sizilien und Neapel, „Die Heldin von Gaeta“
- Bayern, Mathilde in (1843–1925), Herzogin in Bayern aus dem Haus Wittelsbach, Prinzessin von Bourbon-Sizilien
- Bayern, Max Emanuel Herzog in (* 1937), deutscher Unternehmer und Familienmitglied des Hauses Wittelsbach
- Bayern, Max Joseph in (1808–1888), bayerischer Herzog und Volksmusikförderer
- Bayern, Pius August in (1786–1837), Herzog von Bayern
- Bayern, Siegfried in (1876–1952), Wittelsbacher, Herzog in Bayern
- Bayern, Sophie in (* 1967), liechtensteinische PrinzessinSophie in Bayern (* 1967)

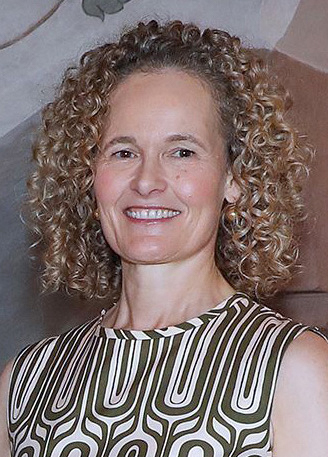
Sophie in Bayern (* 1967)

- Bayern, Wilhelm II. von († 1657), Landdrost und Fürstabt von Malmedy und Stablo (1650–1657)
- Bayerová, Marie (1922–1997), tschechische Philosophin und Übersetzerin deutschsprachiger Werke
- Bayerschmidt, Uli (* 1967), deutscher Fußballspieler
- Bayersdorfer, Adolf (1842–1901), deutscher Kunsthistoriker und Schachkomponist
- Bayersdörfer, Michael (1867–1940), deutscher Politiker (Bayerische Volkspartei), MdR
- Bayersdorffer, Johnny (1899–1969), US-amerikanischer Jazzmusiker und Komponist
- Bayerstorfer, Daniel (* 1989), deutscher Schriftsteller und Übersetzer
- Bayerstorfer, Martin (* 1966), deutscher Politiker (CSU), MdL und Landrat
- Bayertz, Helga (* 1942), deutsche Moderatorin und Sprecherin
- Bayertz, Kurt (* 1948), deutscher Philosoph und Hochschullehrer
- Bayertz, Markus (* 1971), deutscher Fußballspieler
- Bayerwaltes, Eva Maria (* 1950), deutsche Schauspielerin und Synchronsprecherin
- Bayerwaltes, Katharina (1914–2011), deutsche Gerechte unter den Völkern
- Bayerwaltes, Malika (* 1991), deutsche Synchronsprecherin
- Bayes, Alfred Walter (1831–1909), britischer Maler, Illustrator und Grafiker des viktorianischen Zeitalters
- Bayes, Gilbert (1872–1953), britischer Bildhauer
- Bayes, Nora (1880–1928), US-amerikanische Sängerin
- Bayes, Paul (* 1953), britischer Theologe; Bischof von Liverpool
- Bayes, Thomas († 1761), englischer Mathematiker
- Bayet, Hugues (* 1975), belgischer Politiker
- Bayet, Jean (1892–1969), französischer Altphilologe
- Bayeu, Francisco (1734–1795), spanischer Maler des Klassizismus
- Bayeu, Manuel (1740–1809), spanischer Maler, Architekt und Kartäusermönch
- Bayeu, Ramón (1744–1793), spanischer Maler
- Bayezid I. (1360–1403), Sultan des Osmanischen Reiches
- Bayezid II. (1447–1512), osmanischer SultanBayezid II. (1447–1512)

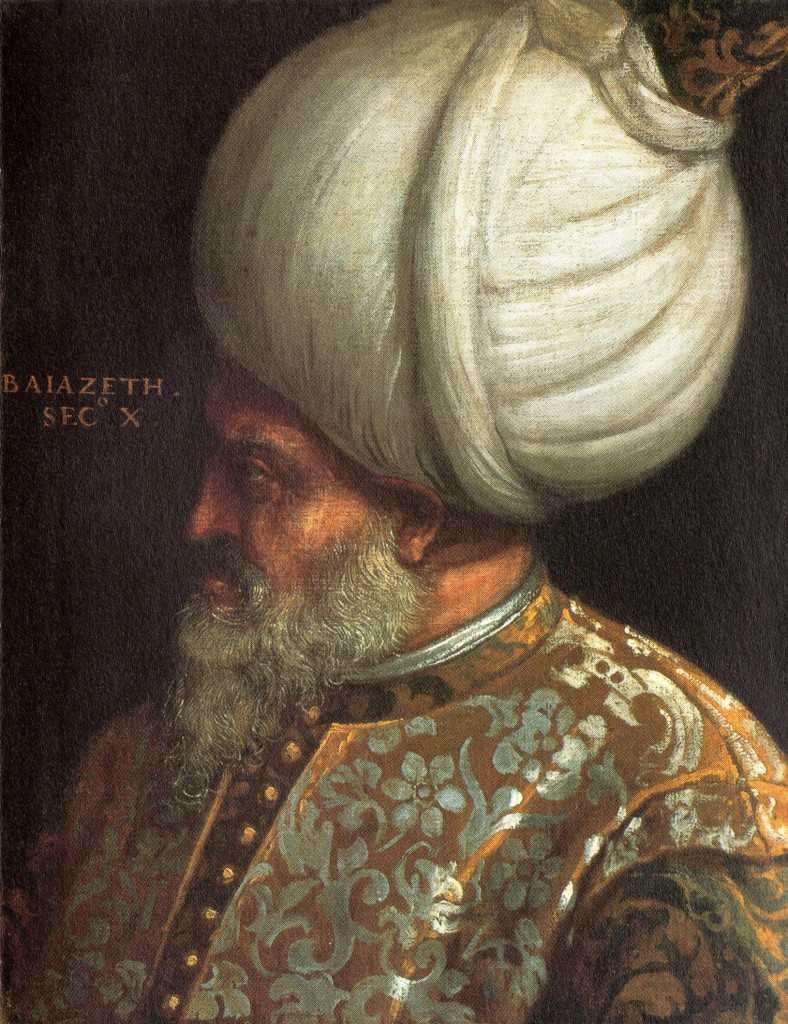
Bayezid II. (1447–1512)

- Bayezit, Enver (* 1993), türkischer Fußballspieler

#### Bayg
- Baygut, Rıdvan (* 1985), türkischer Taekwondoin

#### Bayh
- Bayh, Birch (1928–2019), US-amerikanischer Politiker (Demokratische Partei), Senator für Indiana
- Bayh, Evan (* 1955), US-amerikanischer Politiker
- Bayh, Gotthilf (1888–1969), deutscher Politiker (SPD), MdL
- Bayha, Friedrich (1832–1902), deutscher Gastwirt und Politiker, MdR
- Bayha, Richard (1929–1993), deutscher Politiker (CDU), MdL, MdB
- Baýhanow, Nowruz (* 2004), turkmenischer Eishockeyspieler

#### Bayi
- Bayi, Filbert (* 1953), tansanischer Mittelstrecken- und Hindernisläufer
- Bayiha, David (* 1986), kamerunischer Fußballspieler
- Bayık, Cemil (* 1955), türkischer Führungskader der PKK
- Bayındır, Altay (* 1998), türkischer FußballtorhüterAltay Bayındır (* 1998)

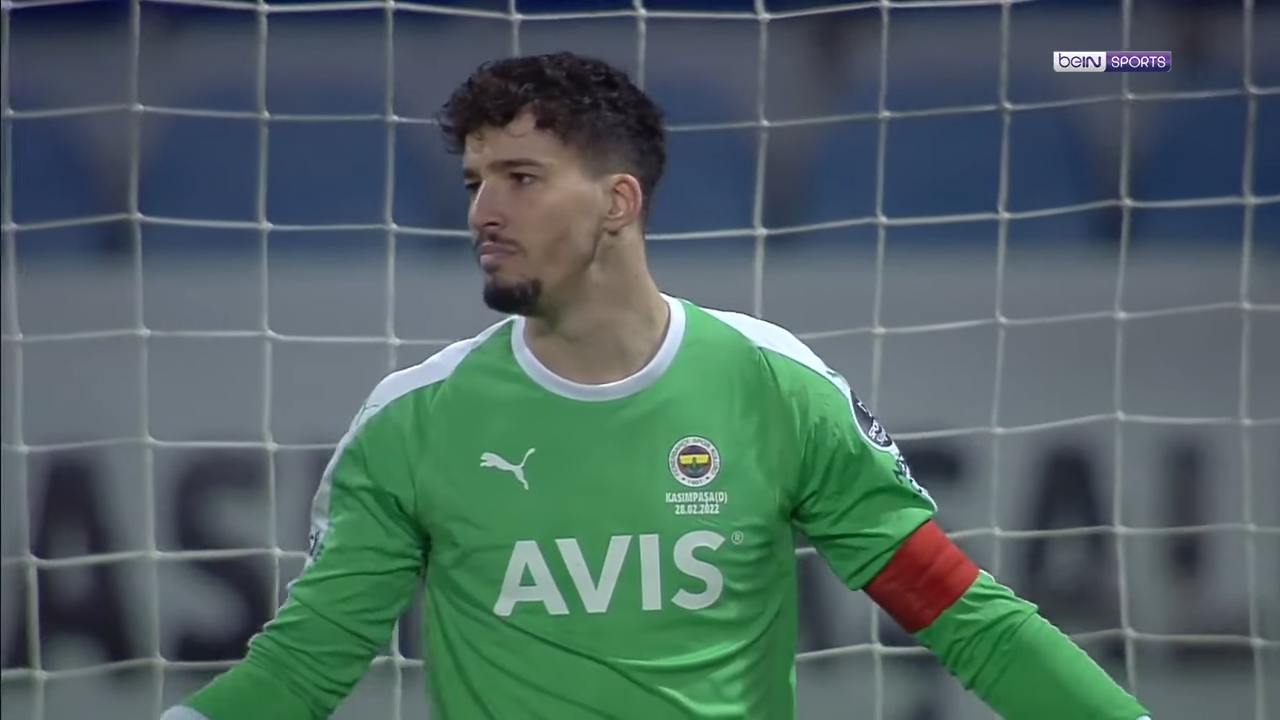
Altay Bayındır (* 1998)

- Bayındır, Beta Berk (1989–2022), türkischer Rapper und Songwriter
- Bayındır, Keskin (* 1984), türkischer Politiker
- Bayinnaung (1516–1581), König der Taungu-Dynastie im heutigen Birma
- Bayır, Furkan (* 2000), türkischer Fußballspieler
- Bayır, Muhammed (* 1989), türkischer Fußballspieler
- Bayisa, Fita (* 1972), äthiopischer Langstreckenläufer

#### Bayk
- Baykal, Deniz (1938–2023), türkischer Politiker der Cumhuriyet Halk PartisiDeniz Baykal (1938–2023)

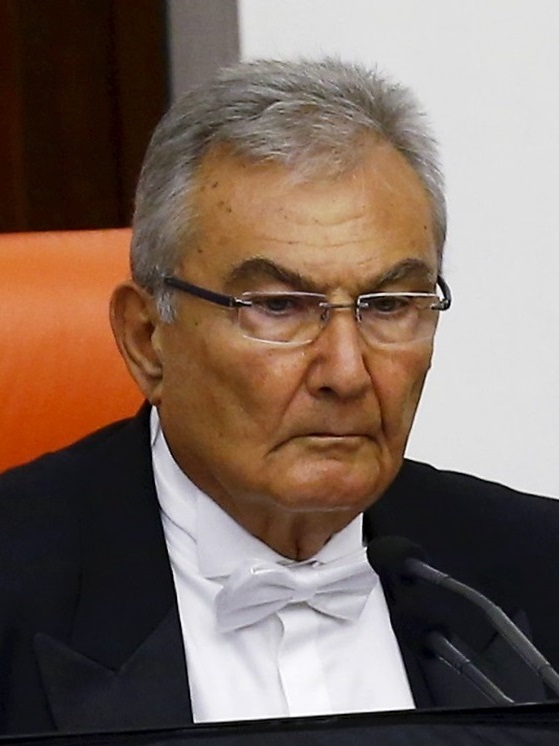
Deniz Baykal (1938–2023)

- Baykam, Bedri (* 1957), türkischer Maler, Autor, Schauspieler
- Baykan, Caner (* 1987), türkischer Eishockeyspieler
- Baykan, Cüneyt (* 1991), türkischer Eishockeyspieler
- Baykan, Ensar (* 1992), türkischer Fußballspieler
- Baykent, Neşe (* 1974), türkische Schauspielerin
- Baykurt, Fakir (1929–1999), türkischer Pädagoge und Schriftsteller
- Baykurt, Tonguç (* 1962), deutscher Filmemacher, Autor und Zeichner
- Baykuş, Doğan (* 1973), türkischer Fußballspieler

#### Bayl
- Bayl, Georg (1776–1834), fränkischer Jurist
- Bayl, Johann Baptist (* 1811), deutscher Jurist und Politiker
- Baylan, Ibrahim (* 1972), türkisch-schwedischer Politiker (SAP) und Wirtschaftsminister in der Regierung Löfven II
- Bəylərov, Rahib (* 1985), aserbaidschanischer Boxer
- Bayldon, Blake (* 1998), australischer Tennisspieler
- Bayldon, Geoffrey (1924–2017), britischer SchauspielerGeoffrey Bayldon (1924–2017)

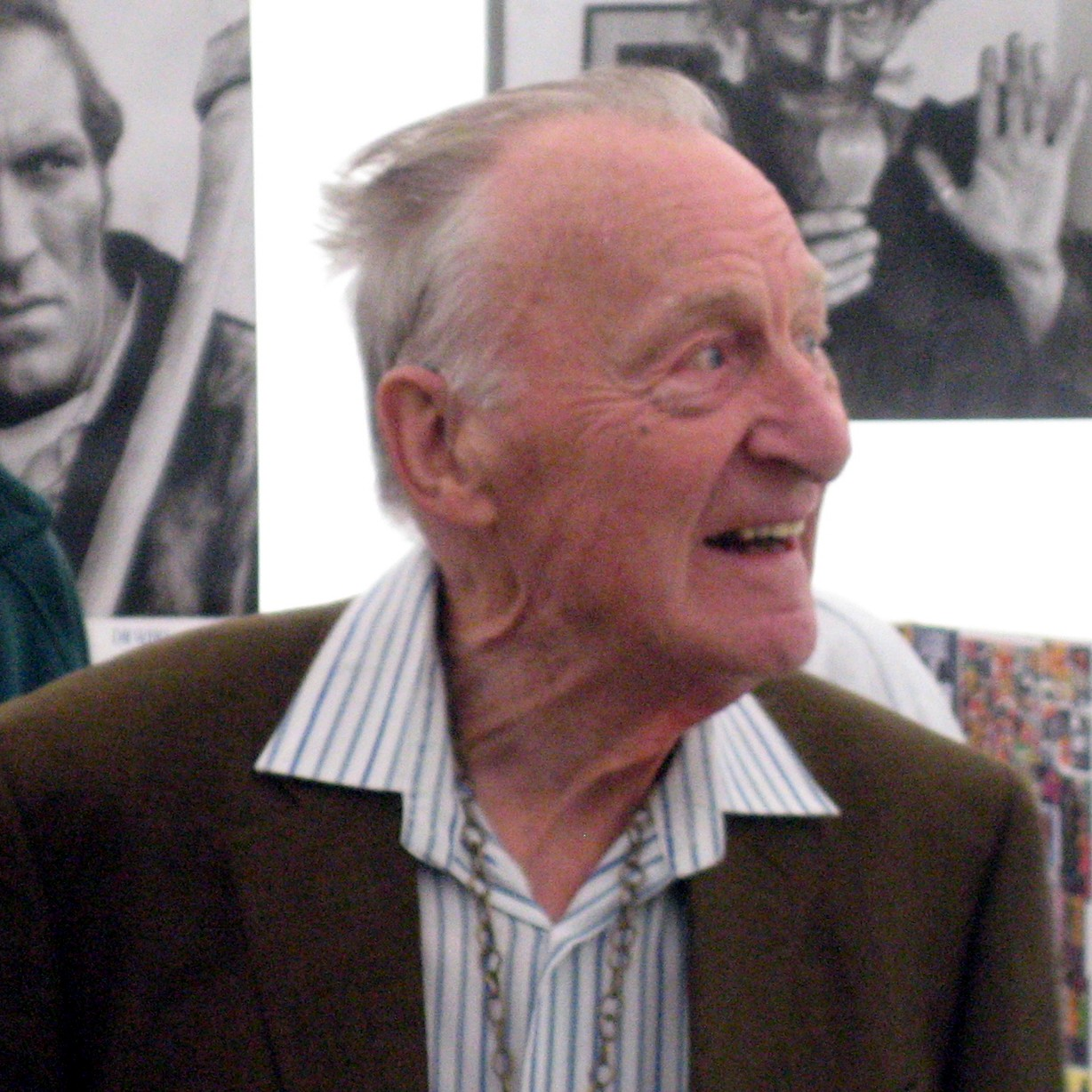
Geoffrey Bayldon (1924–2017)

- Bayle, Antoine Laurent Jessé (1799–1858), französischer Gehirnpathologe
- Bayle, Émile (1819–1895), französischer Paläontologe und Mineraloge
- Bayle, François (* 1932), französischer Komponist elektroakustischer Musik
- Bayle, Gaspard Laurent (1774–1816), französischer Arzt
- Bayle, Jean-Michel (* 1969), französischer Motorradrennfahrer
- Bayle, Louis (1907–1989), französischer Autor, Romanist, Provenzalist und Linguist
- Bayle, Pierre (1647–1706), französischer Philosoph und Schriftsteller
- Baylee, Joseph († 1883), britischer Theologe
- Baylens, Charles Léonard de (1718–1781), französischer Adliger und Militär
- Bayler, Terence (1930–2016), neuseeländischer Schauspieler
- Bayles, Matt (* 1972), US-amerikanischer Musikproduzent und Musiker
- Bayless, Andreas (* 1966), deutscher Musiker
- Bayless, Anne Francis, US-amerikanische Cellistin
- Bayless, Betsey (* 1944), US-amerikanische Politikerin (Republikanische Partei)
- Bayless, Jerryd (* 1988), US-amerikanischer Basketballspieler
- Baylet, Jean-Michel (* 1946), französischer Politiker (Parti radical de gauche)
- Bayley (* 1989), US-amerikanische Wrestlerin
- Bayley, Abigail (* 1977), britische Triathletin
- Bayley, Arthur (1865–1896), Goldsucher in Western Australia
- Bayley, Barrington J. (1937–2008), britischer Autor
- Bayley, Blaze (* 1963), britischer Metal-SängerBlaze Bayley (* 1963)

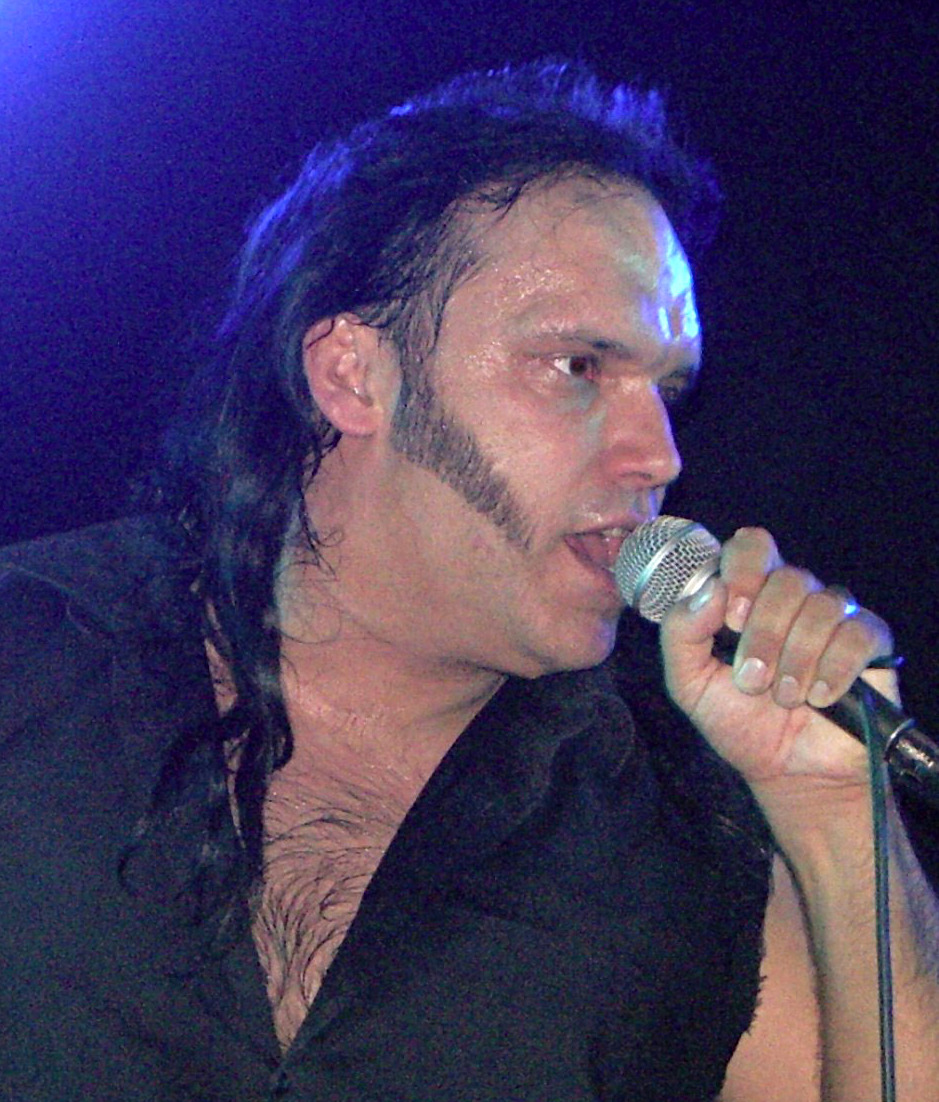
Blaze Bayley (* 1963)

- Bayley, Edgar (1919–1990), argentinischer Journalist, Redakteur und Schriftsteller
- Bayley, James Roosevelt (1814–1877), US-amerikanischer Geistlicher und römisch-katholischer Bischof von Newark und Erzbischof von Baltimore
- Bayley, John († 1869), englischer Historiker
- Bayley, Kristine (* 1983), australische Bahnradsportlerin
- Bayley, Nancy (1899–1994), US-amerikanische Entwicklungspsychologin und Professorin
- Bayley, Roberta (* 1950), US-amerikanische Fotografin
- Bayley, Ryan (* 1982), australischer Bahnradsportler
- Bayley, Sally, britische Literaturwissenschaftlerin
- Bayley, Viola (1911–1997), britische Jugendbuchautorin von Abenteuer- und Kriminalgeschichten
- Bayley, William Butterworth (1781–1860), britischer Beamter und interimistischer Generalgouverneur von Fort William
- Baylies, Francis (1783–1852), US-amerikanischer Politiker
- Baylies, William (1776–1865), US-amerikanischer Politiker
- Baylin, Zach (* 1980), US-amerikanischer Drehbuchautor und Requisiteur
- Baylis, Harry Arnold (1889–1972), britischer Parasitologe
- Baylis, John (* 1946), britischer Politikwissenschaftler und Hochschullehrer
- Baylis, Lilian (1874–1937), englische Theaterleiterin
- Baylis, Trevor (1937–2018), britischer Erfinder
- Baylis, William (* 1962), US-amerikanischer Segler
- Bayliss, Bella (* 1977), schottische Triathletin
- Bayliss, Lachlan (* 2002), neuseeländisch-australischer Fußballspieler
- Bayliss, Lisa (* 1966), britische Feldhockeyspielerin
- Bayliss, Oli (* 2003), australischer Motorradrennfahrer
- Bayliss, Peter (1922–2002), britischer Schauspieler
- Bayliss, Stephen (* 1979), britischer Triathlet
- Bayliss, Troy (* 1969), australischer MotorradrennfahrerTroy Bayliss (* 1969)

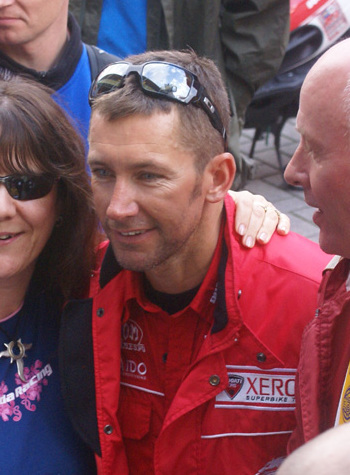
Troy Bayliss (* 1969)

- Bayliss, William (1860–1924), britischer Physiologe
- Baylón Chacón, Óscar (1929–2020), mexikanischer Politiker
- Baylón, Jair (* 1989), peruanischer Fußballspieler
- Baylón, Julio (1950–2004), peruanischer Fußballspieler
- Baylon, Norma (* 1942), argentinische Tennisspielerin
- Baylon, Paschalis (1540–1592), spanischer Laienbruder im Franziskanerorden und römisch-katholischer Heiliger
- Baylor, Elgin (1934–2021), US-amerikanischer Basketballspieler
- Baylor, George Wythe (1832–1916), US-amerikanischer Texas Ranger und Politiker sowie Offizier in der Konföderiertenarmee
- Baylor, John (1822–1894), US-amerikanischer Politiker und Offizier in der Konföderiertenarmee
- Baylor, Marcus, US-amerikanischer Jazz-Schlagzeuger
- Baylor, Robert Emmett Bledsoe (1793–1874), US-amerikanischer Soldat, Rechtsanwalt, Richter, Pfarrer und Politiker
- Bayly, Andrew (* 1962), neuseeländischer Politiker der New Zealand National Party
- Bayly, Christopher Alan (1945–2015), britischer Historiker
- Bayly, Jaime (* 1965), peruanischer Fernsehmoderator und Schriftsteller
- Bayly, Lewis († 1631), anglikanischer Theologe und Bischof
- Bayly, Thomas (1775–1829), US-amerikanischer Politiker
- Bayly, Thomas H. (1810–1856), US-amerikanischer Politiker
- Bayly, Thomas M. (1775–1834), US-amerikanischer Politiker
- Bayly, William (1737–1810), britischer Astronom

#### Baym
- Baym, Gordon (* 1935), US-amerikanischer theoretischer Physiker
- Baym, Nina (1936–2018), amerikanische Literaturwissenschaftlerin
- Baýmyradow, Baýmyrat (* 1998), turkmenischer Eishockeyspieler

#### Bayn
- Bayn, Gustav (1895–1974), deutscher Heimatdichter und Kommunalpolitiker
- Baynard, Ann (1672–1697), englische Naturphilosophin
- Bayne, Beverly (1893–1982), US-amerikanische Schauspielerin
- Bayne, Fiona (* 1966), schottische Curlerin
- Bayne, Lawrence (* 1960), kanadischer Schauspieler und Sänger
- Bayne, Nicholas (* 1937), britischer Diplomat
- Bayne, Thomas McKee (1836–1894), US-amerikanischer Politiker
- Bayne, Trevor (* 1991), US-amerikanischer Rennfahrer
- Bayne-Jones, Stanhope (1888–1970), US-amerikanischer Mikrobiologe und Militärarzt
- Baynes, Aron (* 1986), australischer Basketballspieler
- Baynes, Julian A., vincentischer Politiker
- Baynes, Norman Hepburn (1877–1961), britischer Byzantinist
- Baynes, Pauline (1922–2008), britische Illustratorin
- Baynes, Rudolph E., vincentischer Politiker
- Baynham, Peter (* 1963), walisischer Drehbuchautor, Schauspieler und Produzent
- Baynham-Williams, Morgan (* 1994), britische Ruderin
- Baynov, Tomislav Nedelkovic (* 1958), bulgarisch-deutscher Pianist, Komponist und Hochschullehrer
- Baynton, Barbara (1857–1929), australische Schriftstellerin
- Baynton, Mathew (* 1980), britischer Schauspieler, Musiker und DrehbuchautorMathew Baynton (* 1980)

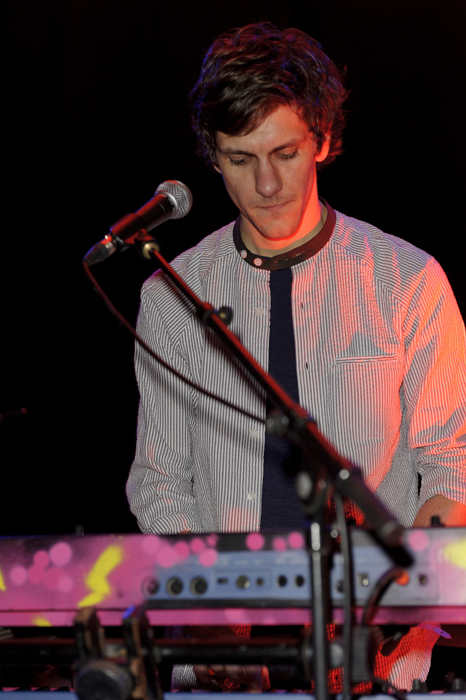
Mathew Baynton (* 1980)

#### Bayo
- Bayo Cosgaya, Armando (1922–1972), kubanischer Diplomat
- Bayo, Alberto (1892–1967), spanisch-kubanischer Militär und Schriftsteller
- Bayo, Amnaay Zebedayo (* 1976), tansanischer Langstreckenläufer
- Bayo, Getuli (* 1980), tansanischer Marathonläufer
- Bayo, María (* 1961), spanische Opern- und Konzertsängerin in der Stimmlage Sopran
- Bayo, Mohamed (* 1998), französischer Fußballspieler
- Bayo, Vakoun Issouf (* 1997), ivorischer Fußballspieler
- Bayoğlu, Cem (* 1977), türkischer Fotograf und bildender Künstler
- Bayoh, Solomon (* 1990), sierra-leonisch-niederländischer Sprinter
- Bayol, Élie (1914–1995), französischer Rennfahrer
- Bayol, Jean-Marie (1849–1905), französischer Politiker
- Bayon Louis, Marie-Emmanuelle (1746–1825), französische Komponistin, Pianistin, Salonnières
- Bayón, Isabel (* 1969), spanische Tänzerin und Choreografin
- Bayón, Tomás (* 1965), deutsch-spanischer Volkswirt und Professor für Betriebswirtschaftslehre
- Bayona, Juan Antonio (* 1975), spanischer RegisseurJuan Antonio Bayona (* 1975)

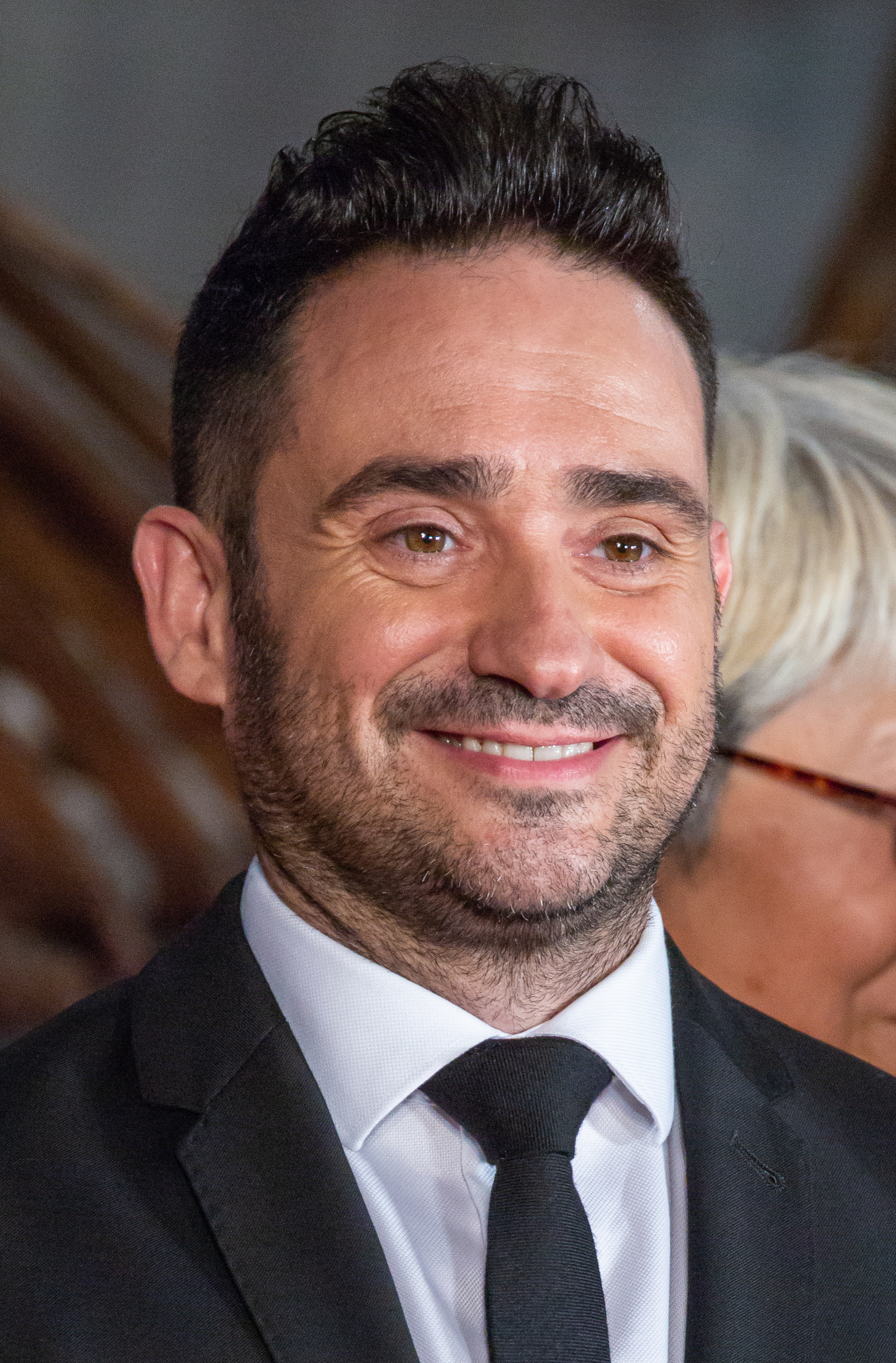
Juan Antonio Bayona (* 1975)

- Bayona, Martha (* 1995), kolumbianische Bahnradsportlerin
- Bayona, Pilar (* 1947), spanische Schauspielerin
- Bayonne, Pierre (* 1949), haitianischer Fußballspieler
- Bayor, Adjoa (* 1979), ghanaische Fußballspielerin
- Bayot, Alphonse (1876–1937), belgischer Romanist
- Bayoumi, Mohamed (* 2000), ägyptischer Fußballspieler
- Bayoumi, Tamer (* 1982), ägyptischer Taekwondoin

#### Bayr
- Bayr, Anton (1716–1792), deutscher Orgelbauer
- Bayr, Anton (1927–2020), österreichischer Politiker (ÖVP), Abgeordneter zum Nationalrat
- Bayr, Petra (* 1968), österreichische Politikerin (SPÖ), Landtagsabgeordnete, Abgeordnete zum Nationalrat
- Bayr, Rudolf (1919–1990), österreichischer Dramatiker, Lyriker, Essayist, Kritiker und Übersetzer
- Bayr-Klimpfinger, Sylvia (1907–1980), österreichische Psychologin
- Bayrak, Mehmet (* 1948), kurdischer Autor, Kurdologe und Turkologe
- Bayrak, Mithat (1929–2014), türkischer Ringer
- Bayrak, Özge (* 1992), türkische Badmintonspielerin
- Bayrak, Sedat (* 1981), türkischer Fußballspieler
- Bayrak, Serdar (* 1985), türkischer Fußballspieler
- Bayrakdar, Gökdeniz (* 2001), türkischer Fußballspieler
- Bayrakdarian, Isabel (* 1974), armenisch-kanadische Opernsängerin (Sopran)
- Bayraktar, Doğan (* 1995), türkischer Schauspieler
- Bayraktar, Erdoğan (* 1948), türkischer Politiker der Partei für Gerechtigkeit und Aufschwung (AKP)
- Bayraktar, Hakan (* 1976), türkischer Fußballspieler
- Bayraktar, Kemal (* 1998), türkischer Fußballspieler
- Bayraktar, Mesut (* 1990), deutscher Schriftsteller und Autor
- Bayraktar, Murad (* 1974), deutscher Hörfunk- und Fernsehmoderator
- Bayraktar, Selçuk (* 1979), türkischer Ingenieur und UnternehmerSelçuk Bayraktar (* 1979)

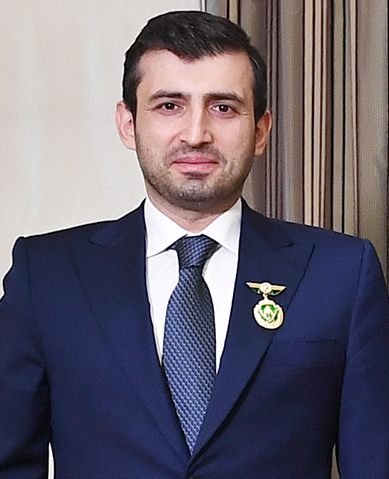
Selçuk Bayraktar (* 1979)

- Bayraktar, Selim (* 1975), türkischer Schauspieler

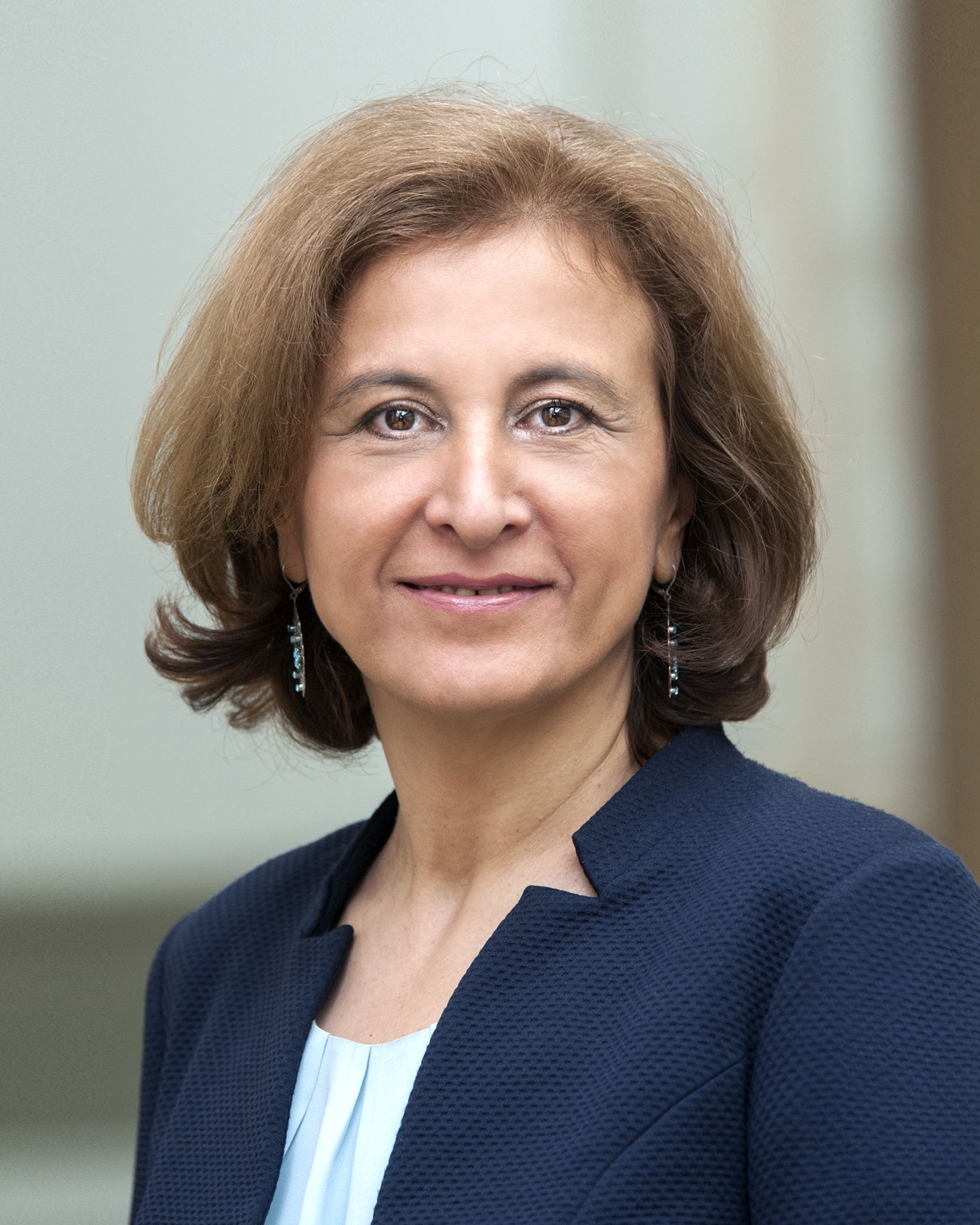
Canan Bayram (* 1966)

- Bayraktar, Ufuk (* 1986), türkischer Fußballspieler
- Bayraktar, Ufukhan (* 1986), türkischer Fußballspieler
- Bayraktar, Yılmaz (* 1984), deutsch-türkischer Schauspieler
- Bayraktutan, Turhan (* 1932), türkischer Fußballspieler
- Bayram, Alireza (* 1984), iranisch-schweizerischer Schauspieler
- Bayram, Aslı (* 1981), deutsche Schauspielerin
- Bayram, Canan (* 1966), deutsche Politikerin (SPD, Bündnis 90/Die Grünen), MdACanan Bayram (* 1966)
- Bayram, Durmuş (* 1986), türkischer Fußballspieler
- Bayram, Emin (* 2003), türkischer Fußballspieler
- Bayram, Hussein (* 1975), französischer Boxer
- Bayram, Kaya (* 2004), deutscher Basketballspieler
- Bayram, Mehmet (* 1997), türkischer Fußballspieler
- Bayram, Mustafa (* 1972), libanesischer Jurist und Politiker
- Bayram, Ömer (* 1991), niederländisch-türkischer Fußballspieler
- Bayram, Serkan (* 1974), türkischer Politiker
- Bayram, Turgay (* 1995), türkischer Hindernisläufer
- Bayramoğlu, Ali (* 1956), türkischer Autor und Kolumnist
- Bayramoğlu, Bayram Ali (* 1958), türkischer Ökonom
- Bayramoğlu, Onur (* 1990), türkischer Fußballspieler
- Bayramov, Jeyhun (* 1975), aserbaidschanischer Jurist und Diplomat
- Bayramov, Kamal (* 1985), aserbaidschanischer Fußballtorhüter
- Bayramov, Rövşən (* 1987), aserbaidschanischer Ringer
- Baýramow, Durdy (1938–2014), turkmenischer Künstler und Hochschullehrer
- Baýramow, Wladimir (* 1980), turkmenischer Fußballspieler
- Bayrer, Leonhard (1749–1802), deutscher Jesuit, Moraltheologe und geistlicher Schriftsteller
- Bayreuther, Frank (* 1967), deutscher Rechtswissenschaftler
- Bayreuther, Peter Panduranga (* 1955), deutscher Komponist, Jazzgeiger und Obertonsänger
- Bayreuther, Rainer (* 1967), deutscher Musikphilosoph und protestantischer Theologe
- Bayrhamer, Mathias (1769–1845), Stifter
- Bayrhammer, Gustl (1922–1993), deutscher VolksschauspielerGustl Bayrhammer (1922–1993)

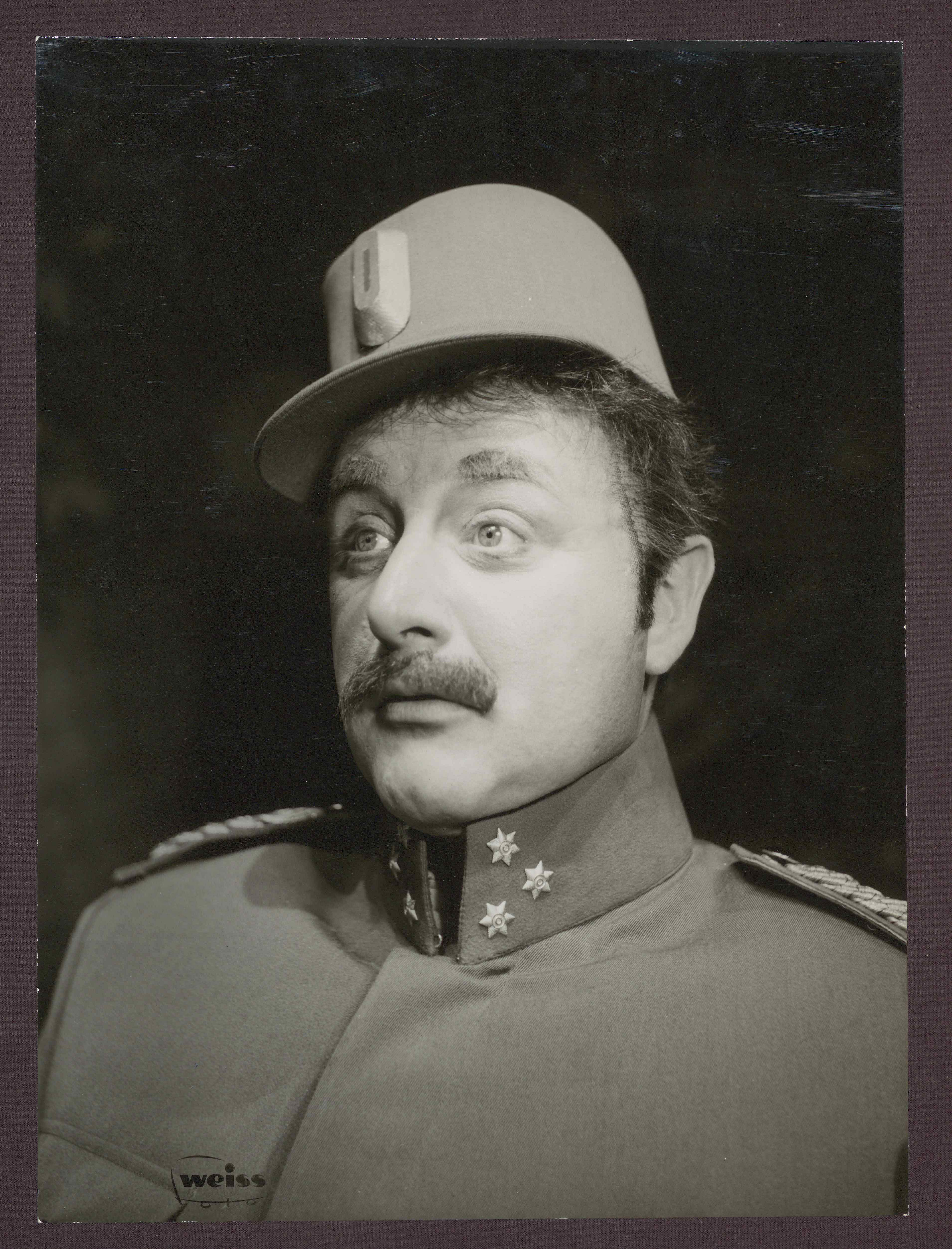
Gustl Bayrhammer (1922–1993)

- Bayrhammer, Johann Leonhard (1828–1881), deutscher Jurist und Politiker, MdR, Bürgermeister
- Bayrhammer, Josef Carl (1786–1821), deutscher Agronom und Landwirtschaftsreformer
- Bayrhammer, Max (1867–1942), deutscher Schauspieler
- Bayrhammer, Sandra (* 1978), österreichische Schauspielerin
- Bayrhoff, Georg (1614–1681), deutscher Bildhauer
- Bayrhoff, Hans Adam (1650–1722), deutscher Bildhauer
- Bayrhoffer, Karl Theodor (1812–1888), deutscher Philosoph, Professor der Philosophie und Freidenker
- Bayrhoffer, Walther (1890–1967), deutscher Beamter im Reichsfinanzministerium
- Bayrle, Alf (1900–1982), deutscher Maler, Grafiker, Bildhauer
- Bayrle, Thomas (* 1937), deutscher Maler, Grafiker, Objektkünstler, Designer und Video-Künstler und Verleger
- Bayros, Franz von (1866–1924), österreichischer Künstler mit delikatem grafischen Stil
- Bayrou, François (* 1951), französischer PolitikerFrançois Bayrou (* 1951)

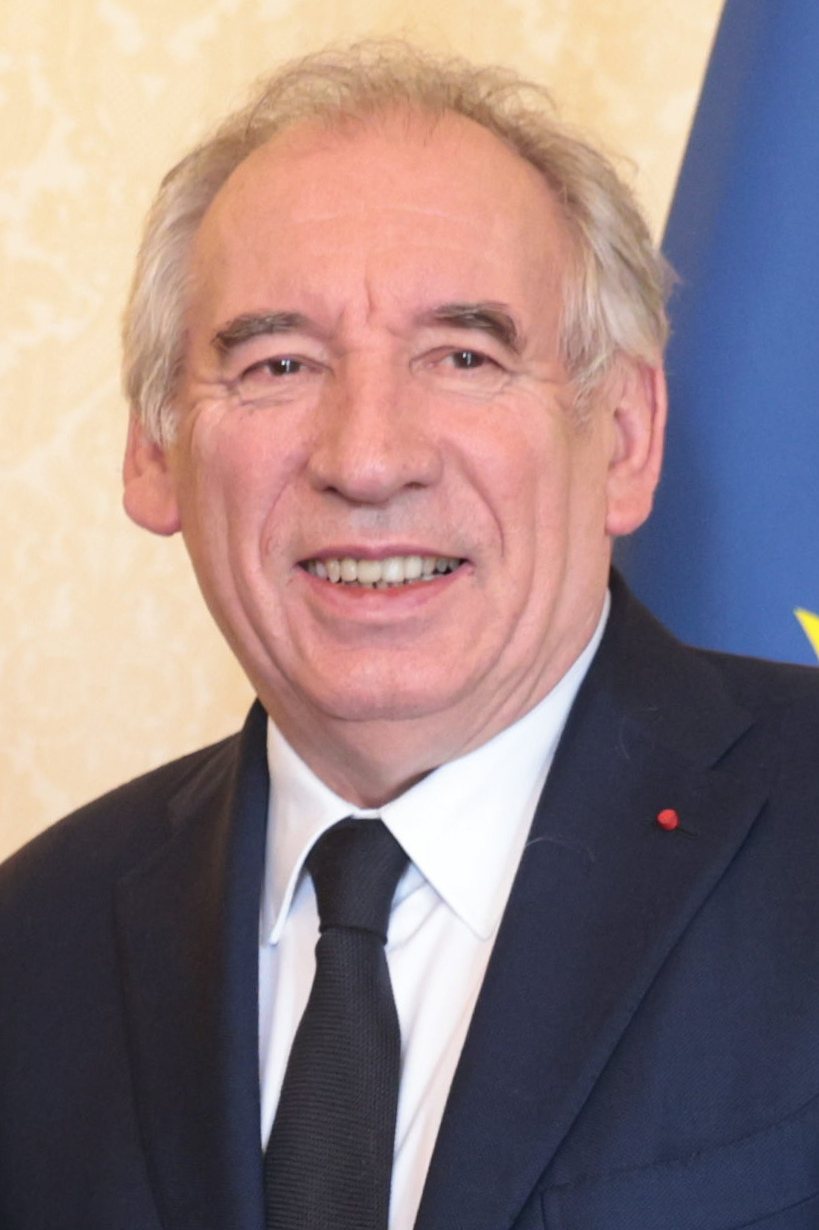
François Bayrou (* 1951)

- Bayrou, Georges (1883–1953), französischer Fußballspieler- und funktionär
- Bayrstorff, Sophie von (1796–1838), Ehefrau des Prinzen Karl von Bayern

#### Bays
- Bays, Brandon (* 1953), US-amerikanische Lehrerin und Autorin
- Bays, Carter (* 1975), US-amerikanischer Drehbuchautor und Fernsehproduzent
- Bays, Marguerite (1815–1879), Schweizer Mystikerin, Heilige
- Bays, Séverin (1885–1972), Schweizer Mathematiker und Politiker (CVP)
- Baysa, Atsede (* 1987), äthiopische Marathonläuferin
- Baysal, Deniz (* 1991), türkische Schauspielerin
- Baysal, Yasemin, deutsche Sängerin
- Baysel, Cemre (* 1999), türkische Schauspielerin
- Baysen, Hans von († 1459), preußischer Ritter und Staatsmann
- Baysen, Stibor von († 1480), preußischer Ritter und Gubernator von Polnisch-Preußen (1459–1480)
- Baysse, Paul (* 1988), französischer Fußballspieler
- Bayssière, André (* 1943), französischer Radrennfahrer

#### Bayt
- Baytar, Adnan (* 1965), türkischer Fußballspieler
- Baytar, Engin (* 1983), türkischer Fußballspieler
- Bayter Abud, Antonio (1933–2020), kolumbianischer römisch-katholischer Ordensgeistlicher, Generaloberer und Apostolischer Vikar von Inírida
- Bayton, Phil (* 1950), britischer Radsportler
- Baytop, Asuman (1920–2015), türkische Botanikerin, Pflanzensammlerin, Pharmakologin und Pädagogin
- Baytop, Turhan (1920–2002), türkischer Botaniker

#### Bayu
- Bayülgen, Okan (* 1964), türkischer Schauspieler, Moderator und Regisseur
- Bayülken, Sabutay Alper (* 1985), türkischer Fußballspieler
- Bayülken, Ümit Haluk (1921–2007), türkischer Politiker
- Bayur, Yusuf Hikmet (1891–1980), türkischer Geschichtswissenschaftler, Diplomat und Politiker

#### Bayy
- Bayyati, Abdulwahab al- (1926–1999), irakischer Dichter
- Bayyin II., Yitha'amar, Herrscher (Mukarrib) des jemenitischen Reiches Saba
- Bayyumi, Muhammad (1894–1963), ägyptischer Filmregisseur, Produzent, Kameramann und Schauspieler der Stummfilmzeit

#### Bayz
- Bayzai, Bahram (* 1938), iranischer Drehbuchautor, Dramaturg, Regisseur, Produzent und Professor an der Universität Teheran

### Baz
- Baz Bahadur, Sultan von Malwa
- Baz Khan († 1857), Fürst (Sardar) der Dhund-Abbasiden
- Baz Prada, Gustavo (1894–1987), mexikanischer Mediziner, Politiker und Rektor der UNAM
- Baz, Christian Friedrich (1762–1808), deutscher Jurist und Politiker
- Baz, Loris (* 1993), französischer Motorradrennfahrer
- Baz, Tina (* 1970), französisch-libanesische Filmeditorin
- Bäz-Dölle, Walter (* 1935), deutscher Kunstglasbläser und Glaskünstler
- Bazaia, 52. assyrischer König
- Bazaiba, Ève (* 1965), kongolesische Politikerin (Demokratische Republik Kongo)
- Bazaine, François-Achille (1811–1888), Marschall von FrankreichFrançois-Achille Bazaine (1811–1888)

François-Achille Bazaine (1811–1888)

- Bazaine, Jean René (1904–2001), französischer Maler
- Bazaine, Pierre-Dominique (1786–1838), französischer Militäringenieur, Mathematiker, Physiker und Hochschullehrer
- Bazala, Vladimir (1901–1987), jugoslawischer Gynäkologe und Medizinhistoriker
- Bazalar, Diana (* 1995), peruanische Hürdenläuferin
- Bazalgette, Joseph (1819–1891), englischer Tiefbauingenieur des Viktorianischen ZeitaltersJoseph Bazalgette (1819–1891)

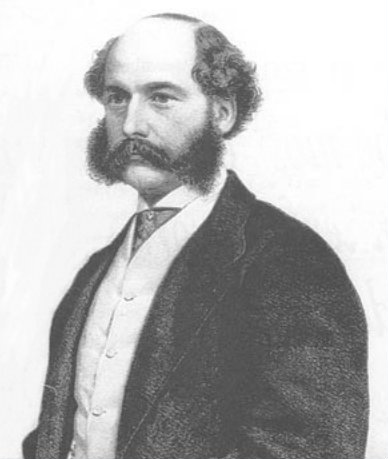
Joseph Bazalgette (1819–1891)

- Bazaliu, Bianca (* 1997), rumänische Handballspielerin
- Bazallo, Gonzalo (* 1986), uruguayischer Fußballspieler
- Bazallo, Laura (* 1983), uruguayische Leichtathletin
- Bazán Legasa, Antonio (* 1996), spanischer Handballspieler
- Bazan, Alessandro (* 1966), italienischer Maler
- Bazán, Álvaro de (1526–1588), spanischer Flottenkommandant (Capitán General de la Mar Océano) und Marqués de Santa Cruz
- Bazán, Carolina (* 1980), chilenische Köchin
- Bazan, Cesar (* 1974), mexikanischer Boxer
- Bazan, Ernesto (* 1959), italienischer Fotograf
- Bazan, Jordi (* 1971), andorranischer Fußballspieler
- Bazán, Mario (* 1987), peruanischer Leichtathlet
- Bazán, Nazareno (* 1999), argentinischer Fußballspieler
- Bażanka, Kacper († 1726), polnischer Architekt
- Bażanowski, Rudolf (* 1953), polnischer lutherischer Theologe und Bischof der Diözese Masuren
- Bažant, Franjo (1894–1968), jugoslawisch-kroatischer Fußballschiedsrichter
- Bažant, Vladimír (1920–1973), tschechoslowakischer Chemiker
- Bažant, Zdeněk (1879–1954), tschechischer Bauingenieur und Hochschullehrer
- Bažant, Zdeněk (* 1937), tschechisch-US-amerikanischer Ingenieurwissenschaftler
- Bazant-Hegemark, Leo (* 1945), österreichischer Altphilologe
- Bazanta, Daniel (1946–2012), kolumbianischer Perkussionist
- Bažány, Marián (* 1975), deutsch-slowakischer Eishockeyspieler und -trainer
- Bazaras, Žilvinas (* 1946), litauischer Ingenieur und Professor
- Bazaraschkina, Witalina Igorewna (* 1996), russische Sportschützin
- Bazarbaýew, Ümürbek (* 1981), turkmenischer Gewichtheber
- Bāzargān, Mehdi (1907–1995), iranischer Politiker und Ministerpräsident
- Bazargan, Reza (* 1931), iranischer Skirennläufer
- Bazargani, Maral (* 1990), deutsche Leichtathletin und JournalistinMaral Bazargani (* 1990)

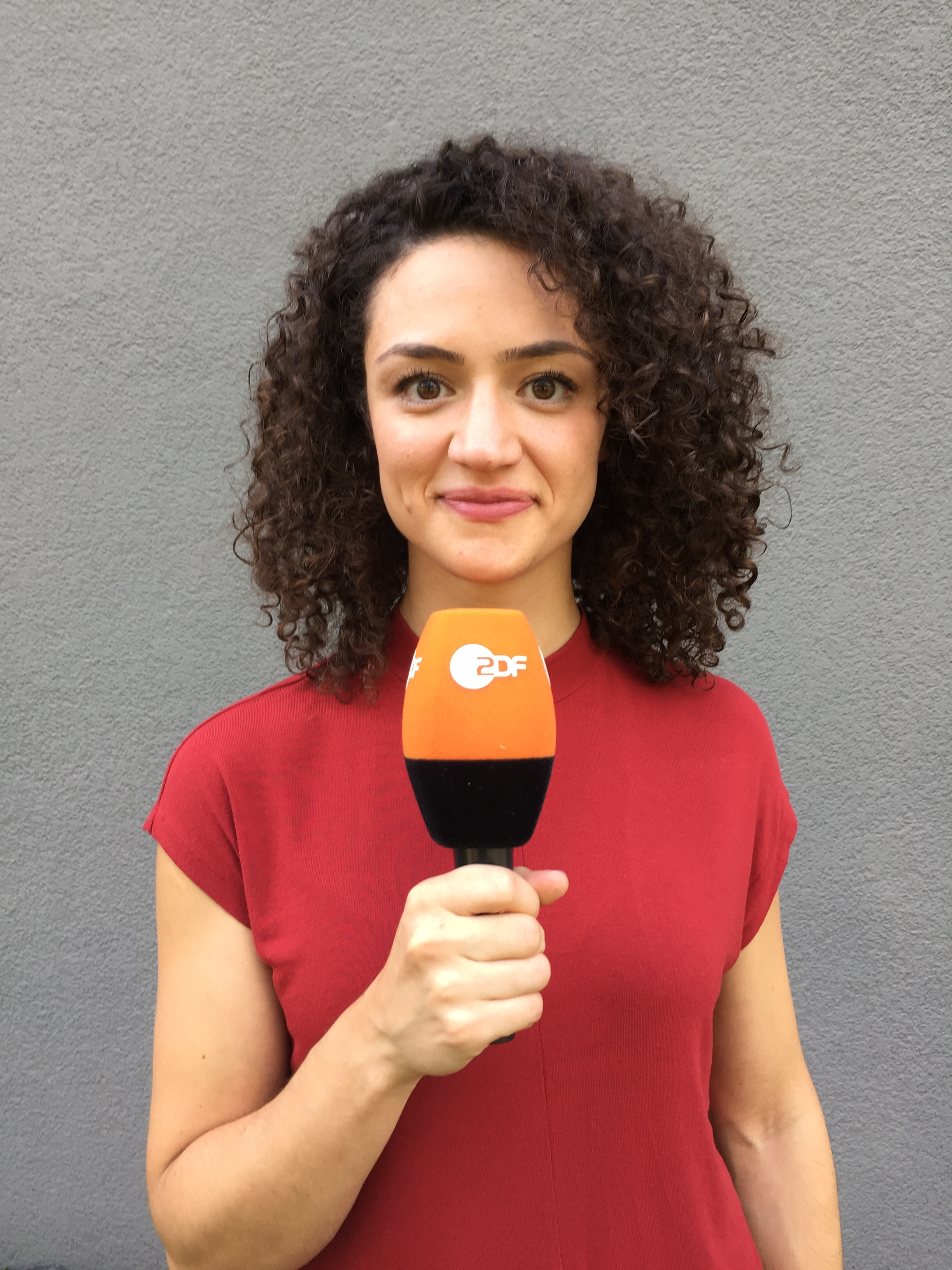
Maral Bazargani (* 1990)

- Bazawule, Blitz (* 1982), ghanaischer Rapper, Singer-Songwriter, Plattenproduzent, Autor, Künstler und Filmemacher
- Baždar, Samed (* 2004), serbischer Fußballspieler
- Baždarević, Mehmed (* 1960), jugoslawischer Fußballspieler
- Bazdrigiannis, Alexander (* 2002), deutsch-griechischer Fußballspieler
- Baze (* 1980), Schweizer Mundart-RapperBaze (* 1980)

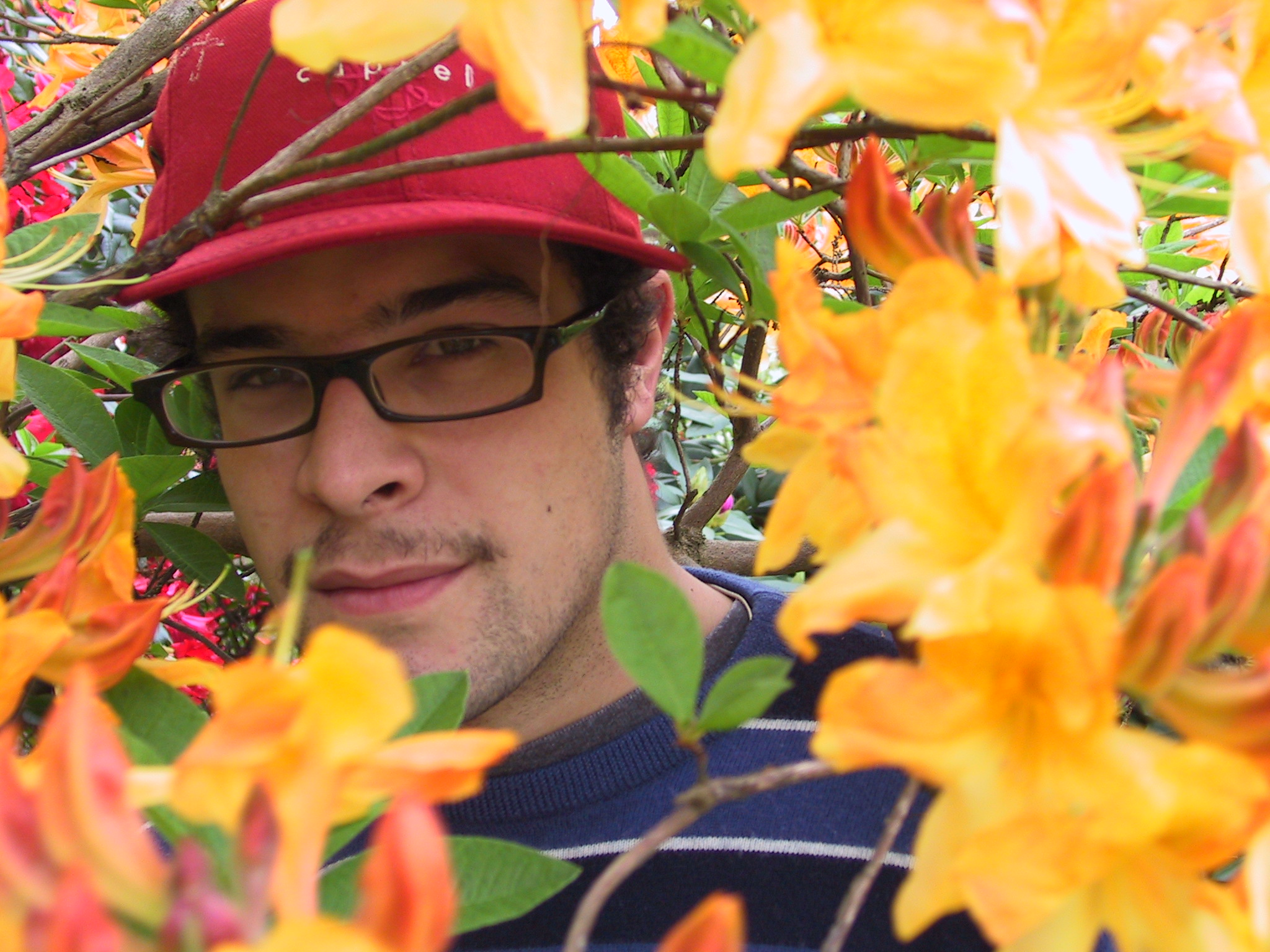
Baze (* 1980)

- Bazel, Karel P. C. de (1869–1923), niederländischer Architekt
- Bazelaire, Louis de (1893–1981), französischer Geistlicher, römisch-katholischer Erzbischof
- Bazelaire, Paul (1886–1958), französischer Violoncellist
- Bazeley, Darren (* 1972), englischer Fußballspieler und -trainer
- Bazeley, William (* 1872), US-amerikanischer Makler und Politiker (Republikanische Partei) walisischer Herkunft
- Bazell, Josh (* 1970), US-amerikanischer Autor
- Bazelli, Bojan (* 1957), montenegrinischer Kameramann
- Bazelon, Emily (* 1971), US-amerikanische Journalistin
- Bazemore, Kent (* 1989), US-amerikanischer Basketballspieler
- Bazen, Jan (* 1948), niederländischer Eisschnellläufer
- Bazeries, Étienne (1846–1931), französischer Offizier und Kryptoanalytiker
- Bazerman, Max H. (* 1955), US-amerikanischer Organisationspsychologe
- Bazev, Nikita (* 1987), russischer Tänzer und Psychologe
- Bazewitsch, Jelena Nikolajewna (* 1968), sowjetische und russische Biathletin
- Bazèye, Salifou Fatimata (* 1951), nigrische Richterin
- Baziak, Eugeniusz (1890–1962), polnischer Erzbischof
- Baziaschwili, Nino (* 1987), georgische Schachgroßmeisterin
- Bazié, Alexandre Yikyi (* 1960), burkinischer römisch-katholischer Geistlicher, Weihbischof in Koudougou
- Bazié, Joffrey (* 2003), burkinischer Fußballspieler
- Bazijan, Moisej (* 1949), ukrainischer Schauspieler
- Bazil Samakgij, thailändischer Fußballspieler
- Bazil, Christoph (* 1969), österreichischer Jurist und Denkmalpfleger
- Bazil, Vazrik (* 1966), deutscher Kommunikationsberater, Publizist, Schriftsteller und Dozent
- Bazile, Bruno (* 1961), französischer Comiczeichner
- Bazile, Gaston (1883–1952), französischer Politiker, Mitglied der Nationalversammlung
- Bazile, Hervé (* 1990), französischer Fußballspieler
- Bazilian, Eric (* 1953), US-amerikanischer Musiker, Songwriter, Arrangeur und ProduzentEric Bazilian (* 1953)

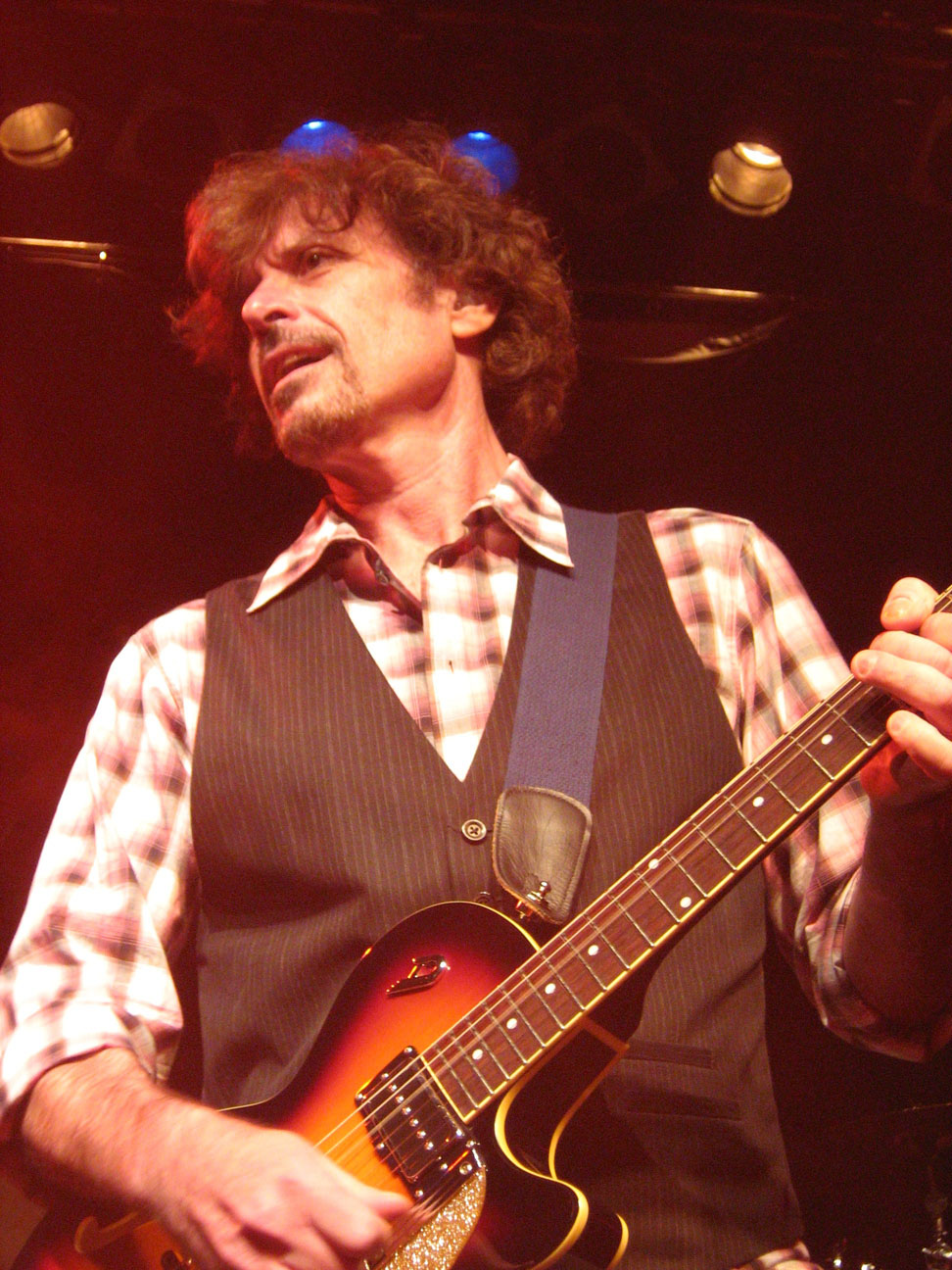
Eric Bazilian (* 1953)

- Bazille, Auguste (1828–1891), französischer Organist und Komponist
- Bazille, Frédéric (1841–1870), französischer Maler; gilt als einer der ersten Impressionisten
- Bazille, Helmut (1920–1973), deutscher Politiker (SPD), MdB
- Bazille, Wilhelm (1874–1934), deutscher Jurist und Politiker (DNVP), MdR
- Bazin de Bezons, Armand (1654–1721), französischer Bischof und Erzbischof
- Bazin de Bezons, Armand (1701–1778), Bischof von Carcassonne
- Bazin de Bezons, Claude (1617–1684), französischer Rechtsanwalt und Politiker
- Bazin, Aimé (1904–1984), französischer Filmarchitekt
- Bazin, André (1918–1958), französischer Filmkritiker
- Bazin, Benoît (* 1968), französischer Unternehmer
- Bazin, François (1816–1878), französischer Komponist
- Bazin, Germain (1901–1990), französischer Kunsthistoriker und Museumskonservator
- Bazin, Henri (1829–1917), französischer Ingenieur und Forscher auf dem Gebiet der Hydraulik
- Bazin, Hervé (1911–1996), französischer Schriftsteller
- Bazin, John Stephen (1796–1848), französisch-US-amerikanischer Geistlicher, dritter Bischof von Vincennes
- Bazin, Marc (1932–2010), kommissarischer Präsident von Haiti
- Bazin, Nicolas (* 1983), französischer Cyclocross- und Mountainbikefahrer
- Bazin, Pierre Antoine Ernest (1807–1878), französischer Mediziner
- Bazin, René (1853–1932), französischer Schriftsteller und Jurist
- Bazina, Mario (* 1975), kroatischer Fußballspieler
- Bazinyan, Erik (* 1995), armenisch-kanadischer Boxsportler (Supermittelgewicht)
- Baziotes, William (1912–1963), US-amerikanischer Maler
- Bazire, Edmond (1846–1892), französischer Journalist und Schriftsteller
- Bazire, Francis (1939–2022), französischer Radrennfahrer
- Bazlen, Brigid (1944–1989), US-amerikanische Filmschauspielerin und Fernsehmoderatorin
- Bazlen, Roberto (1902–1965), italienischer Schriftsteller und Publizist
- Bazlen, Svenja (* 1984), deutsche Triathletin
- Bazley, Darius (* 2000), US-amerikanischer BasketballspielerDarius Bazley (* 2000)

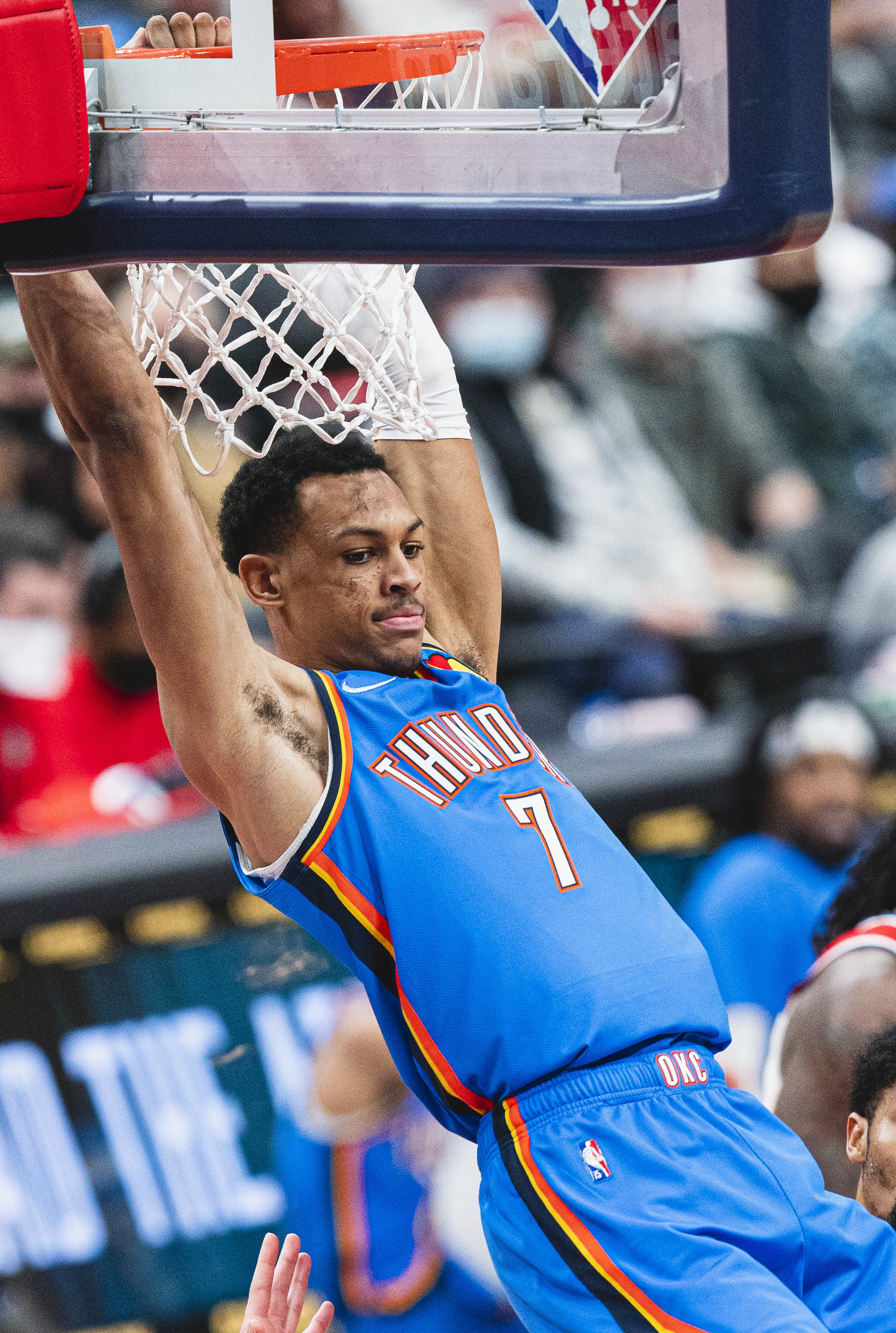
Darius Bazley (* 2000)

- Bazley, Robert W. (1925–2012), US-amerikanischer Pilot, General der US-Luftwaffe
- Bazley, Tony (1934–2015), US-amerikanischer Jazzmusiker (Schlagzeug)
- Bázlik, Miroslav (1931–2024), slowakischer Komponist
- Bazman, Arzu (* 1977), deutsche SchauspielerinArzu Bazman (* 1977)

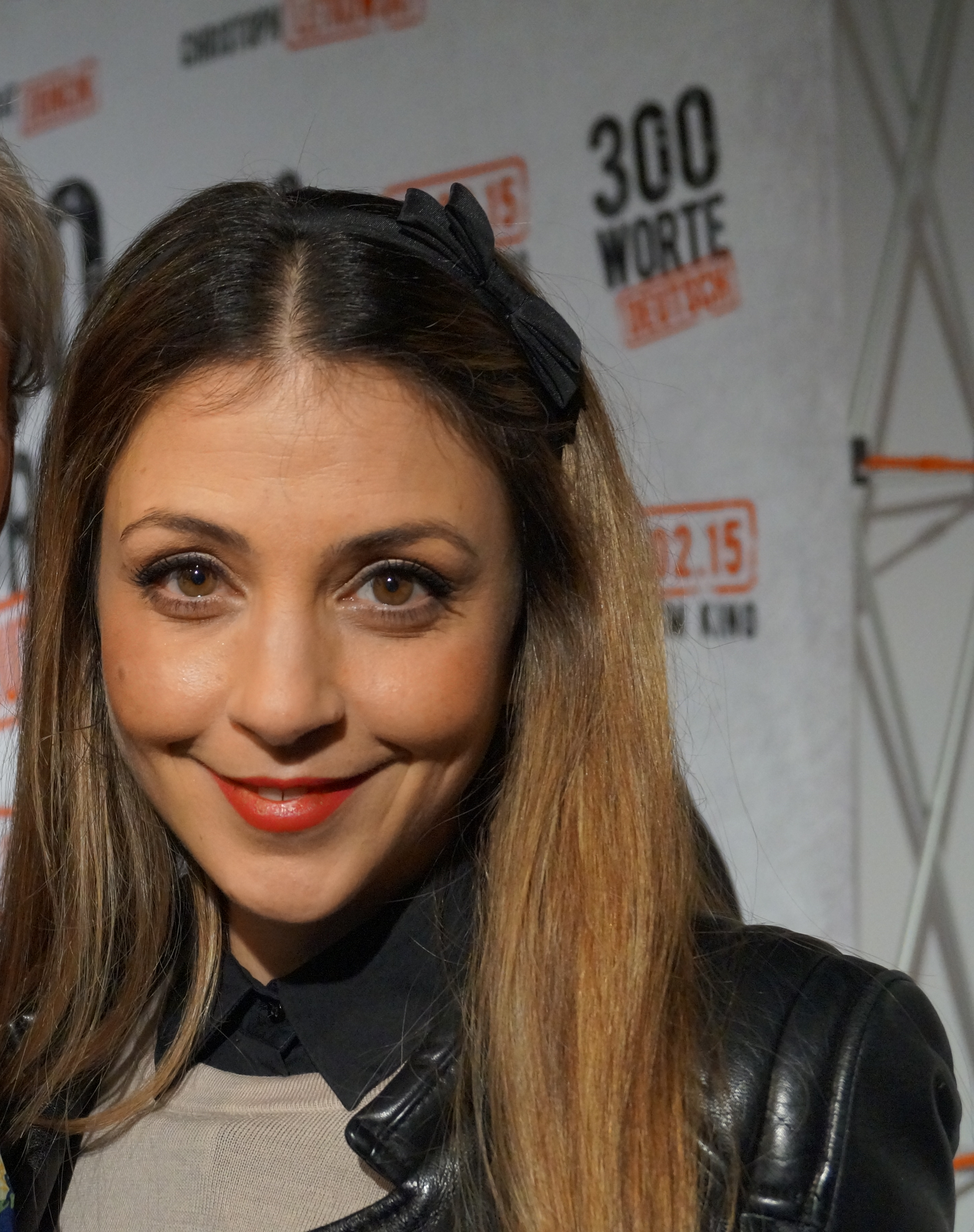
Arzu Bazman (* 1977)

- Bazmi, Nisar (1925–2007), pakistanischer Komponist
- Bazna, Elyesa (1904–1970), türkischer Agent
- Bazoer, Riechedly (* 1996), niederländischer Fußballspieler
- Bazolo, Lorène (* 1983), portugiesische Sprinterin kongolesischer Herkunft
- Bazon, Adriana (* 1963), rumänische Ruderin
- Bazoum, Mohamed (* 1960), nigrischer Politiker, Staatspräsident Nigers
- Bazubagira, Claudine, ruandischer Sitzvolleyballspielerin
- Bazyar, Shida (* 1988), deutsche Schriftstellerin mit iranischen Wurzeln
- Bazyler, Michael (* 1952), US-amerikanischer Rechtswissenschaftler
- Bazylik, Cyprian, polnischer Komponist
- Bażyński, Franciszek (1801–1876), polnischer Priester und politischer Aktivist
- Bazynski, Michael (* 1958), deutscher Judoka
- Bazynski, Nadja (* 1993), deutsche Judoka
- Bazzan, Giacomo (1950–2019), italienischer Radrennfahrer
- Bazzana, Albino, italienischer Skispringer
- Bazzana, Alessandro (* 1984), italienischer Radrennfahrer
- Bazzana, Marcello (1953–2011), italienischer Skispringer
- Bazzanella, Gianni (* 1940), italienischer Politiker (Democrazia Cristiana)
- Bazzani, Fabio (* 1976), italienischer Fußballspieler
- Bazzani, Franz (* 1972), italienischer Komponist und Pianist
- Bazzani, Giuseppe (1690–1769), italienischer Maler des Barock
- Bazzano, Charlie (1923–2014), australischer Radrennfahrer
- Bazzano, Miguel (* 1945), uruguayischer Fußballspieler
- Bazzaro, Ernesto (1859–1937), italienischer Bildhauer
- Bazzaro, Leonardo (1853–1937), italienischer Maler
- Bazzazian (* 1979), deutscher Musikproduzent für Pop- und Rapmusik
- Bazzi (* 1997), US-amerikanischer Singer-Songwriter
- Bazzi, Carlo (1875–1947), italienischer Maler
- Bazzi, Domenico (1806–1871), Schweizer Journalist und Politiker (FDP)
- Bazzi, Elías (* 1981), libanesisch-argentinischer Fußballspieler
- Bazzi, Facundo (* 1982), argentinischer Straßenradrennfahrer
- Bazzi, Yussef (* 1966), libanesischer Schriftsteller, Dichter und Journalist
- Bazzichelli, Tatiana (* 1974), deutsch-italienische Kuratorin
- Bazzini, Antonio (1818–1897), italienischer Komponist und Violinist der Romantik
- Bazzini, Sergio (1935–2025), italienischer Drehbuchautor und Regisseur
- Bazzle, Germaine (* 1932), US-amerikanische Jazzsängerin
- Bazzo, Pierre (* 1954), französischer Radrennfahrer
- Bazzoli, Luca (* 2000), deutsch-italienischer Fußballspieler
- Bazzoni Bartoli, Silvana, italienische Sopranistin, Opernsängerin und Musikpädagogin
- Bazzoni, Camillo (1934–2020), italienischer Kameramann, Regisseur und Drehbuchautor
- Bazzoni, Chiara (* 1984), italienische Leichtathletin
- Bazzoni, Luigi (1929–2012), italienischer Filmregisseur und Drehbuchautor